# Arco inflesso
Arco inflesso in architettura è la denominazione di un arco con conci arcuati, quando nella parte inferiore sono disposti secondo una linea convessa e in quella superiore concava. Il profilo dell'arco assomiglia quindi alla carena capovolta di una nave.

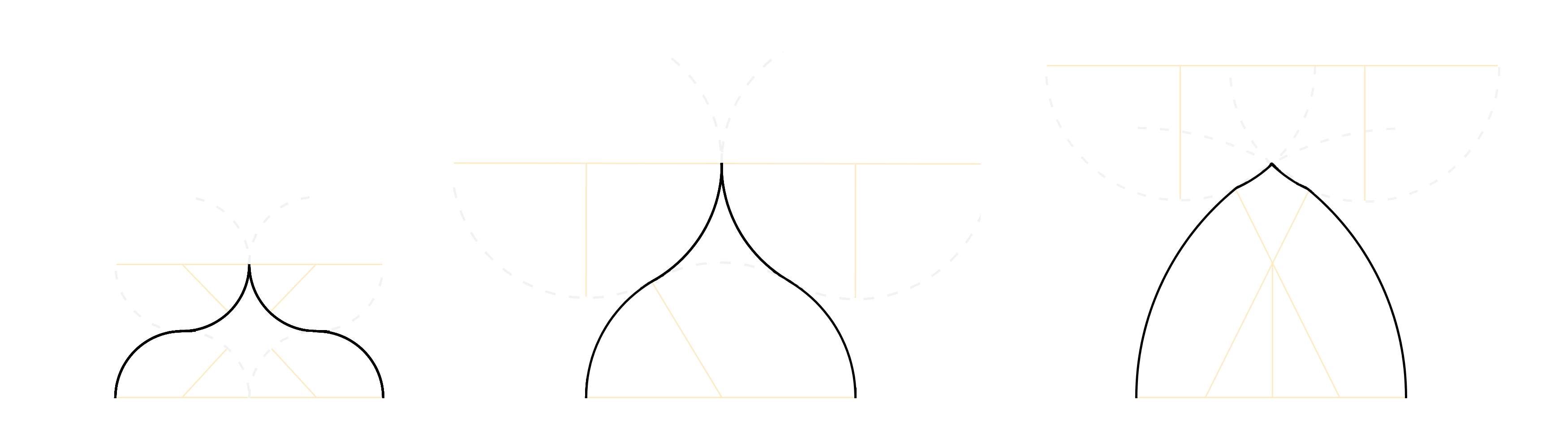
Da sinistra a destra: arco inflesso piatto, arco inflesso normale, arco a schiena d'asino

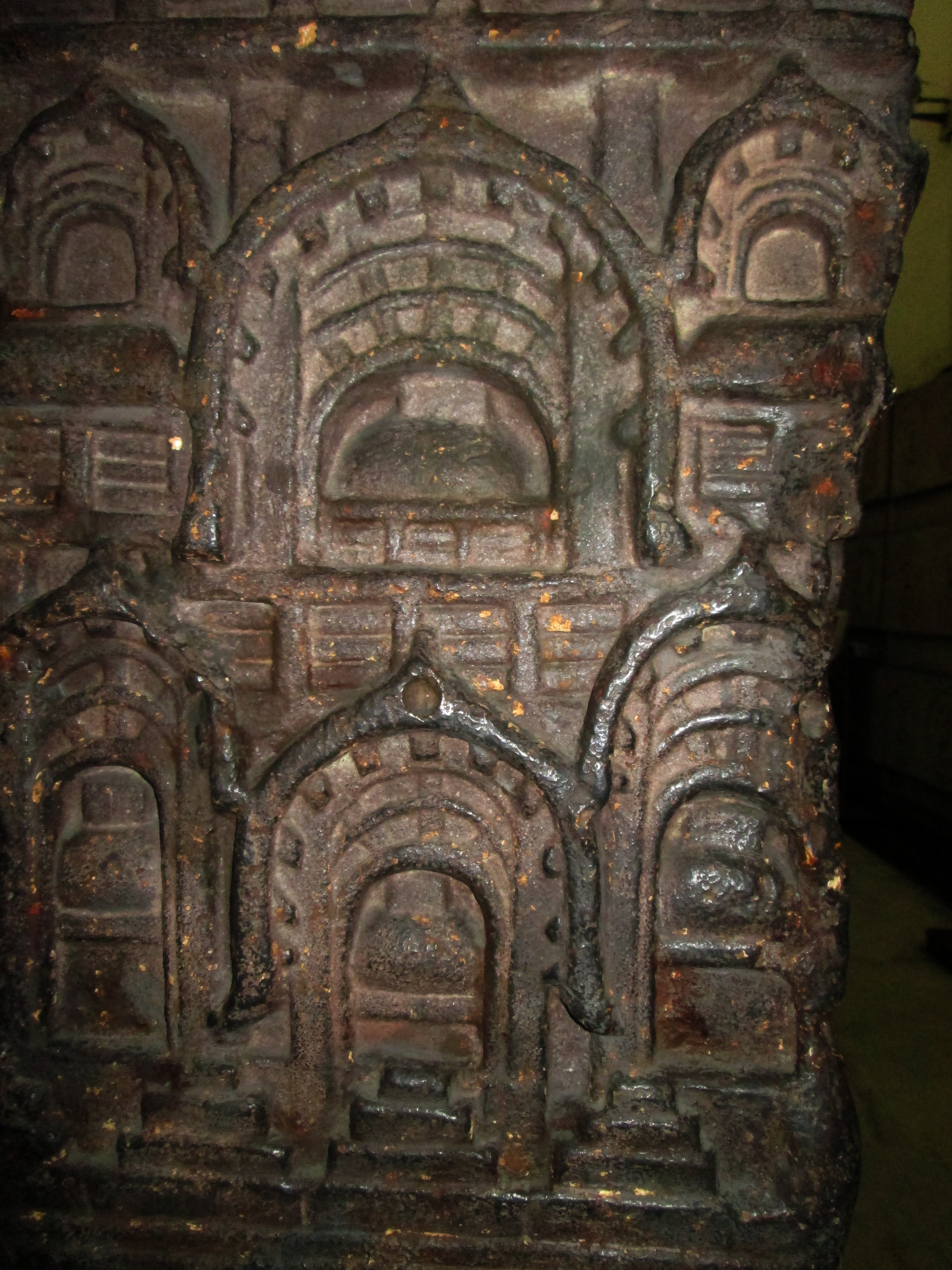
Chaitya-Decorazione di finestra cieca nel recinto vedika della stupa di Bharhut (II/I sec. a. C.)

## Costruzione
I centri dei due archi inferiori sono all'interno, mentre quelli superiori stanno al di fuori dell'arco inflesso. Quando entrambi i centri dei due archi inferiori coincidono, si crea una forma generale di arco inflesso.
Talvolta, quando l'arco appre invece costruito in modo da essere una variante dell'arco a sesto acuto o a tutto sesto, con un solo piccolo contrarco in punta, viene definito cuspidato.
Gli archi inflessi in molti casi si presentano con l'intradosso a tutto sesto e l'estradosso invece cuspidato.

## Storia

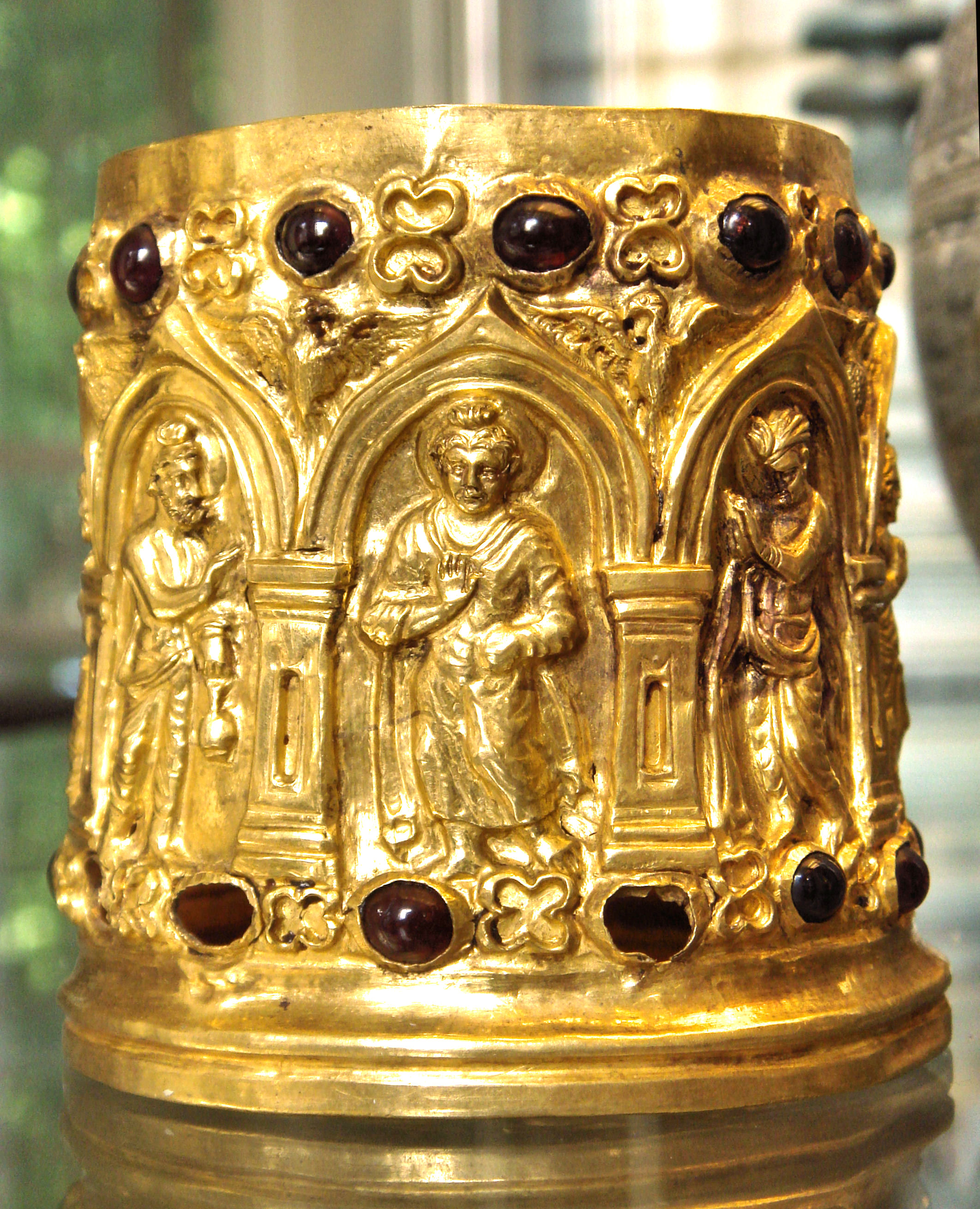
Reliquiario di Bimaran, Afghanistan
ca. 30 a. C. o I sec. d. C.

### Origine
Pare che l'arco inflesso abbia avuto origine in India, ove già dal III secolo a.C. gli ingressi ai conventi sotterranei buddisti
Erano realizzati in questo modo. Le ragioni che stanno alla base di tale aspetto non sono chiare, tuttavia sono simili alle foglie del fico sacro o a un atteggiamento di preghiera diffuso in India con mani giunte alzate sopra il capo. Esso potrebbe però anche trattarsi di una mera comprensibile accentuazione o esagerazione estetico-architetturale.
In tempi più recenti simili aspetti degli ingressi furono adattati comunque alle finestre (architettura Kudu) e ancor dopo si svilupparono come elementi decorativi "ciechi" (chandrasala), che spesso vennero combinati in grossi pannelli decorativi (udgama).

### Sviluppi
Nell'arte edilizia islamica gli archi inflessi vennero utilizzati per la prima volta intorno al 1100. Nell'architettura persiana ed egiziana comparvero i primi apici, tuttavia comparvero isolatamente nel XII secolo anche nel Maghreb e in Andalusia.
Nel centro e nord Europa comparvero gli archi inflessi, a parte poche eccezioni, solo dal XIII/XIV secolo nel tardo-gotico, primi esempi dei quali valgono generalmente alcune croci di Eleonora in Inghilterra. Probabilmente precedente è la comparsa di archi cuspidati a Venezia nell'edilizia di gusto bizantino, successivamente l'arco inflesso divenne una caratteristica precipua del gotico veneziano. Tra il XIV e il XV secolo furono ampiamente utilizzati in Francia, Inghilterra, Paesi Bassi,  Ducato di Savoia, Venezia e in Italia Meridionale (sia nel tardo periodo angioino che in quello aragonese). 
Archi inflessi si trovano con particolare frequenza quali parti superiori della cornice di un portale o di una finestra, sia come archivolti, architravi di finestre o ornamenti di timpani, in forma di gocciolatoi o coronamenti. Corrispondentemente questi elementi architettonici vengono indicati come "finestre ad arco inflesso" o "portali ad arco inflesso".

## Esempi

### India

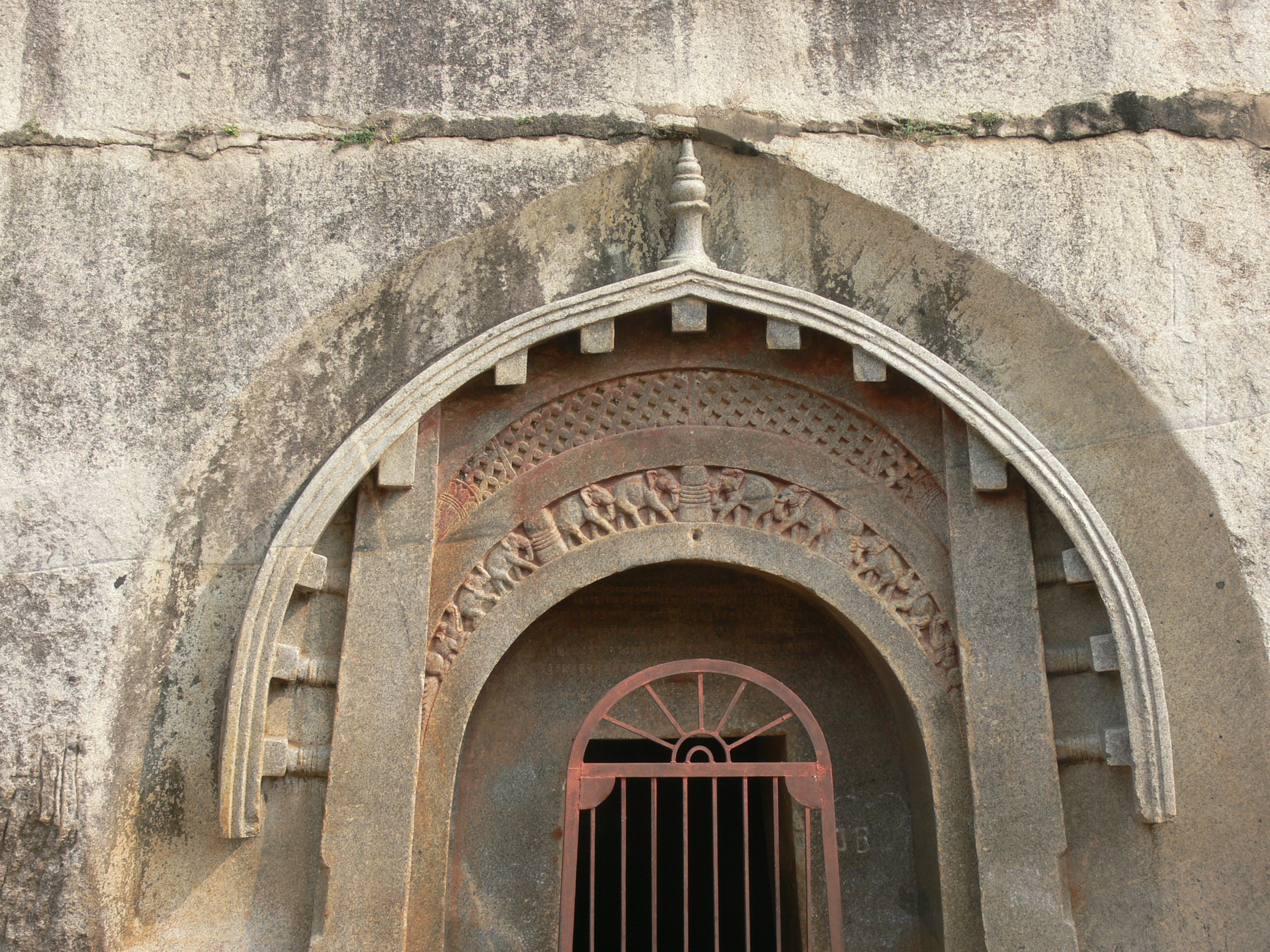
Caverne di Barabar (Caverna di Lomas Rishi), III sec. a. C.
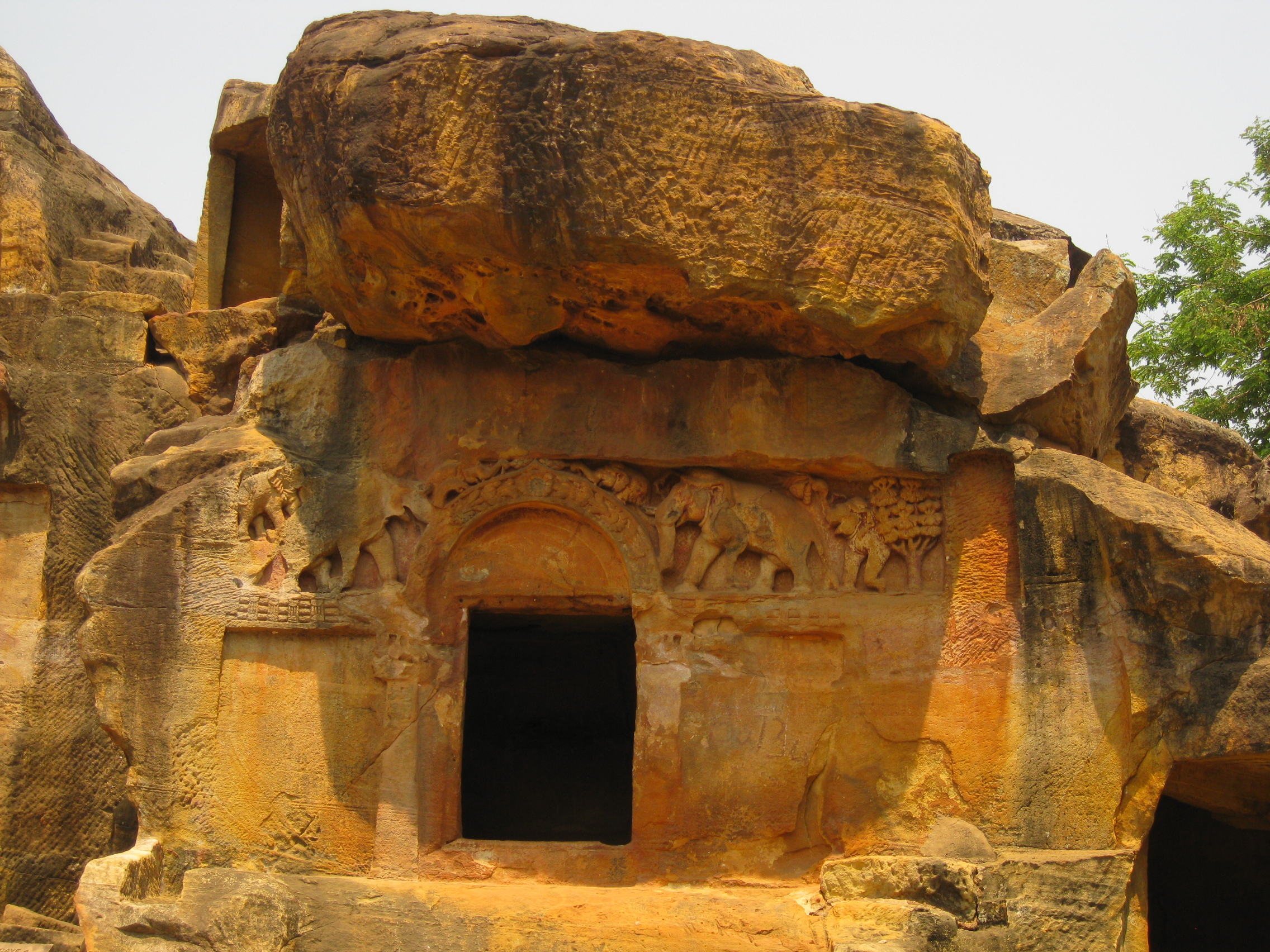
Caverne di Udayagiri e Khandagiri, ca. II sec. a. C.
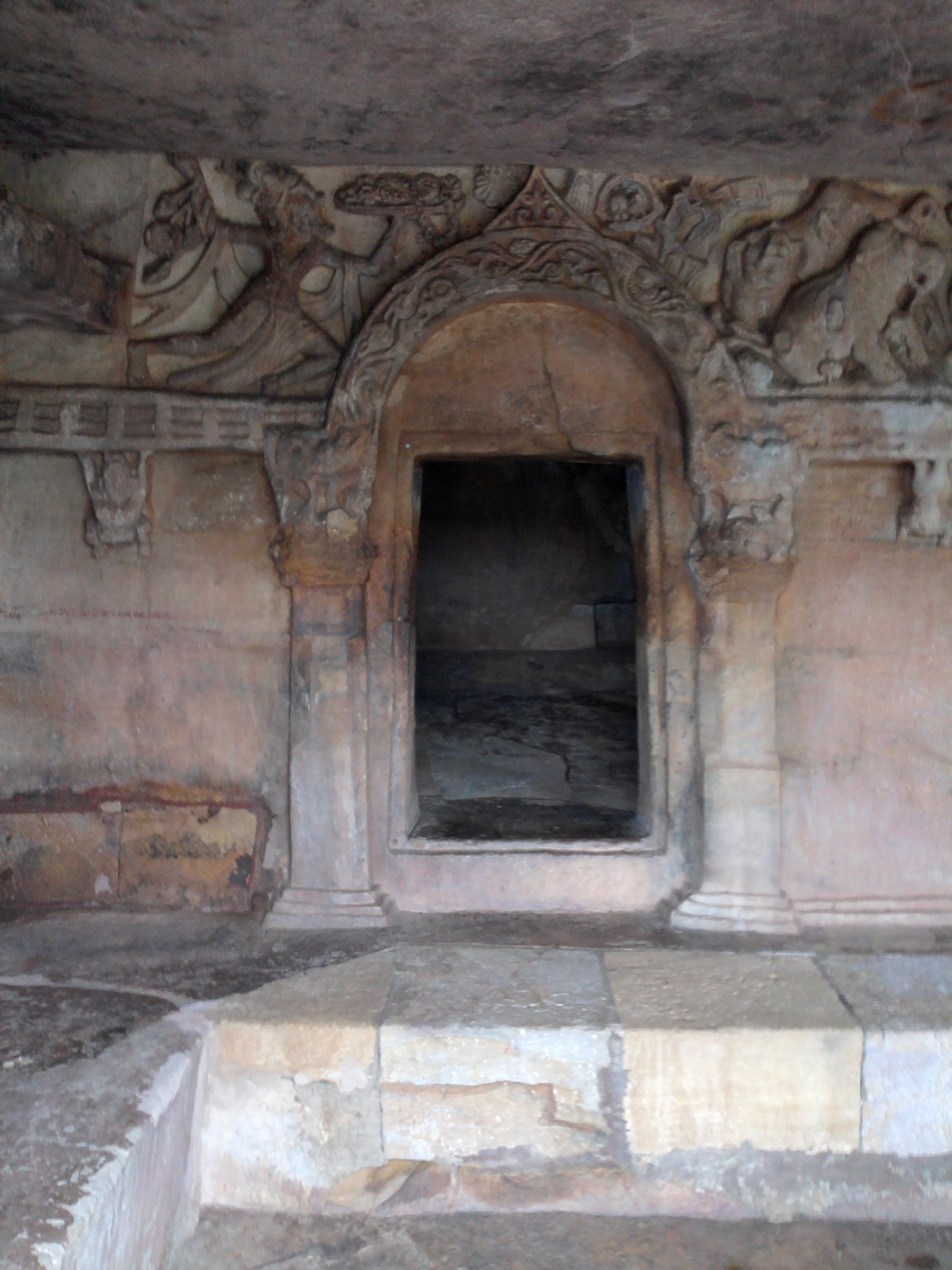
Caverne di Udayagiri e Khandagiri (Ranigumpha)
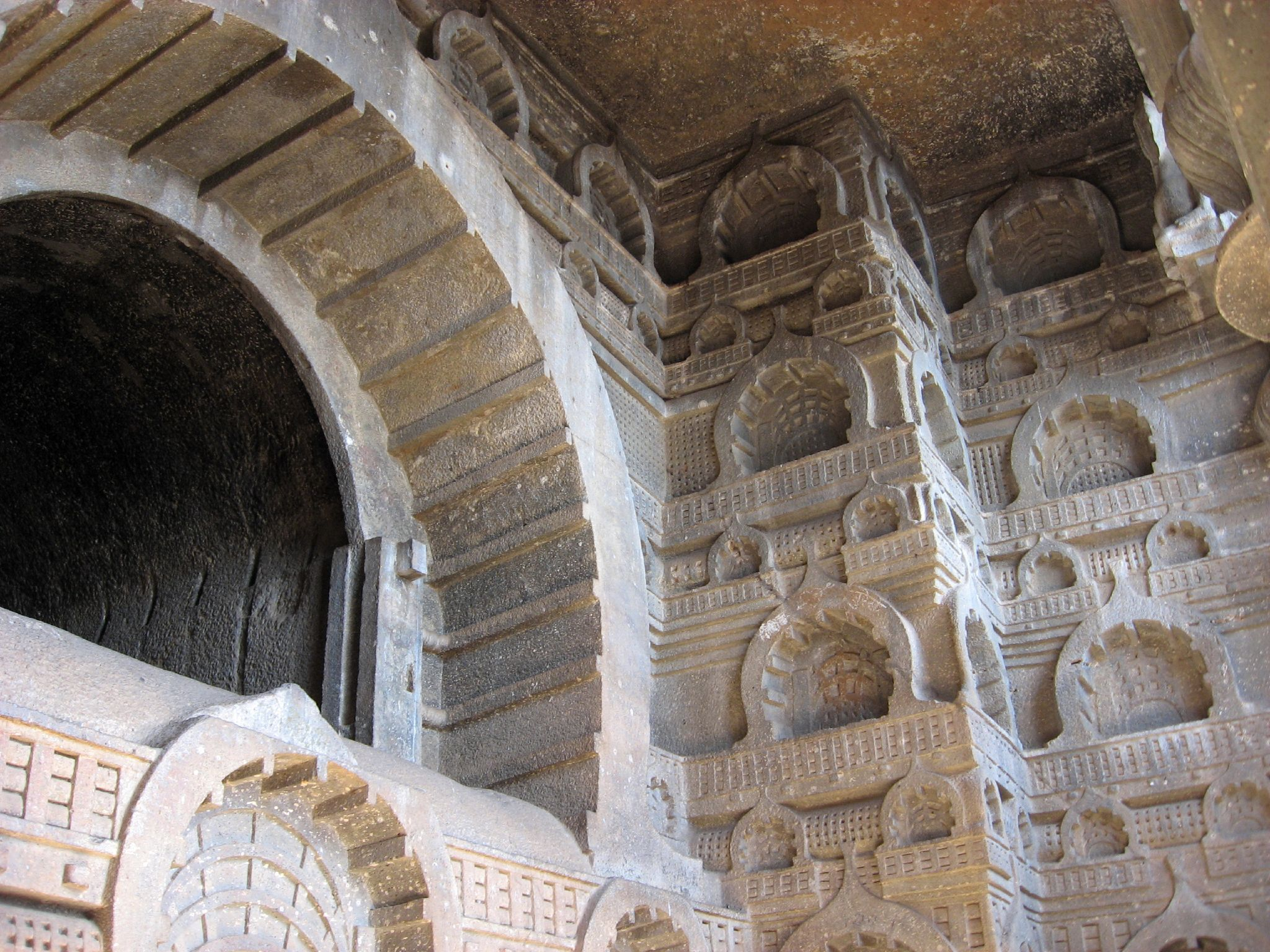
Atrio della caverma Bedsa, I o II sec. d. C.
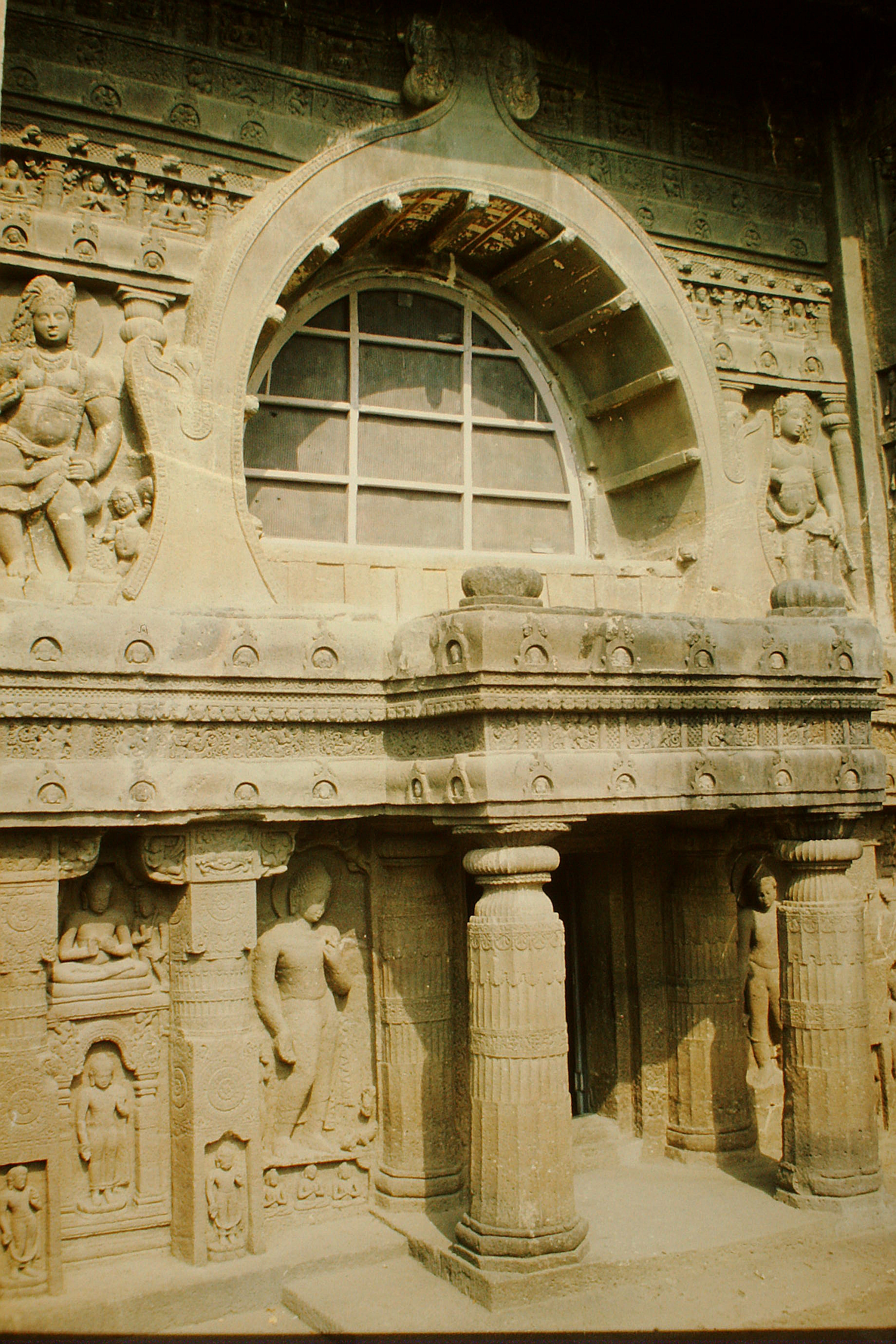
Ajanta (caverna 36), ca. IV sec.
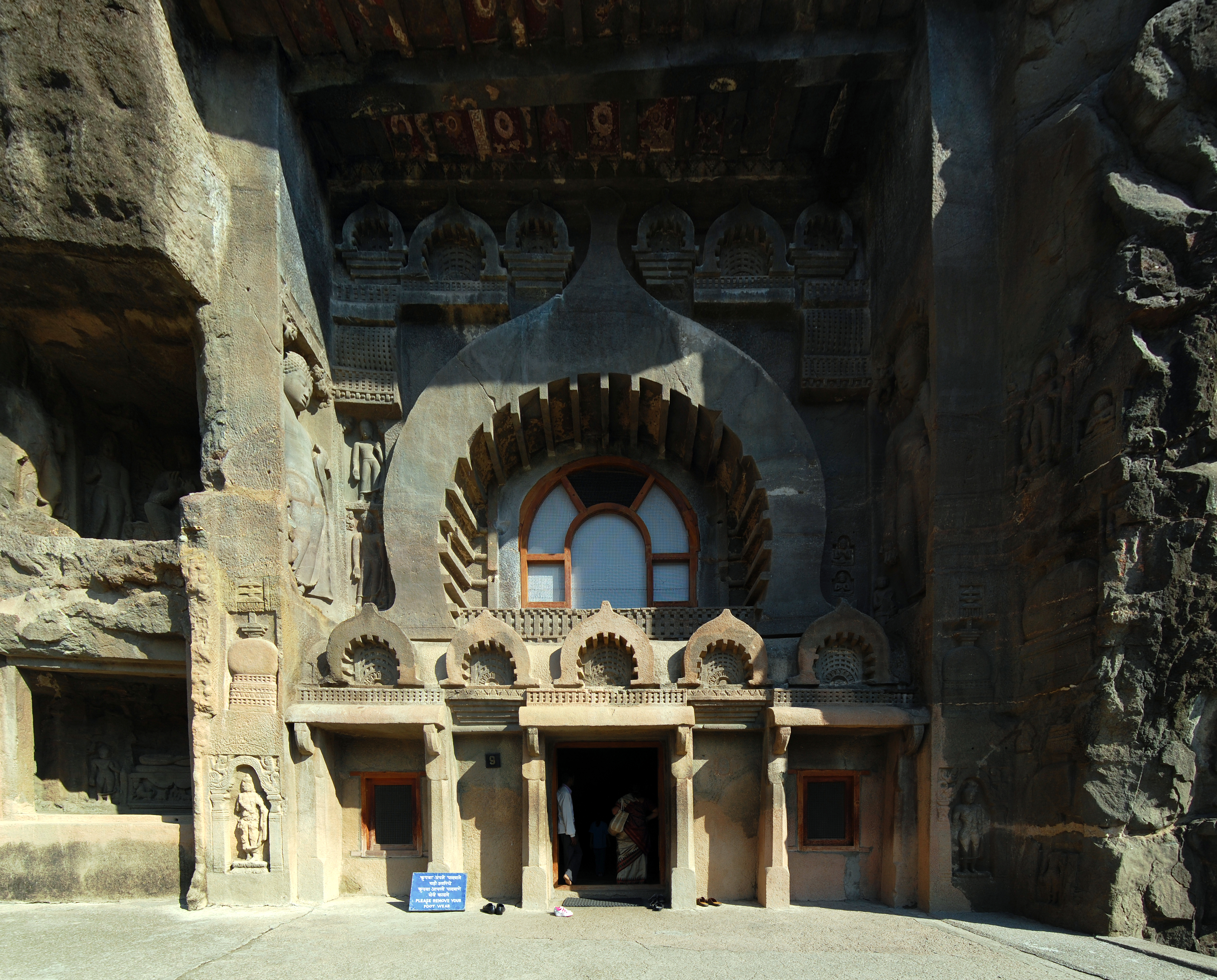
Ajanta (caverna 9)

### Islam

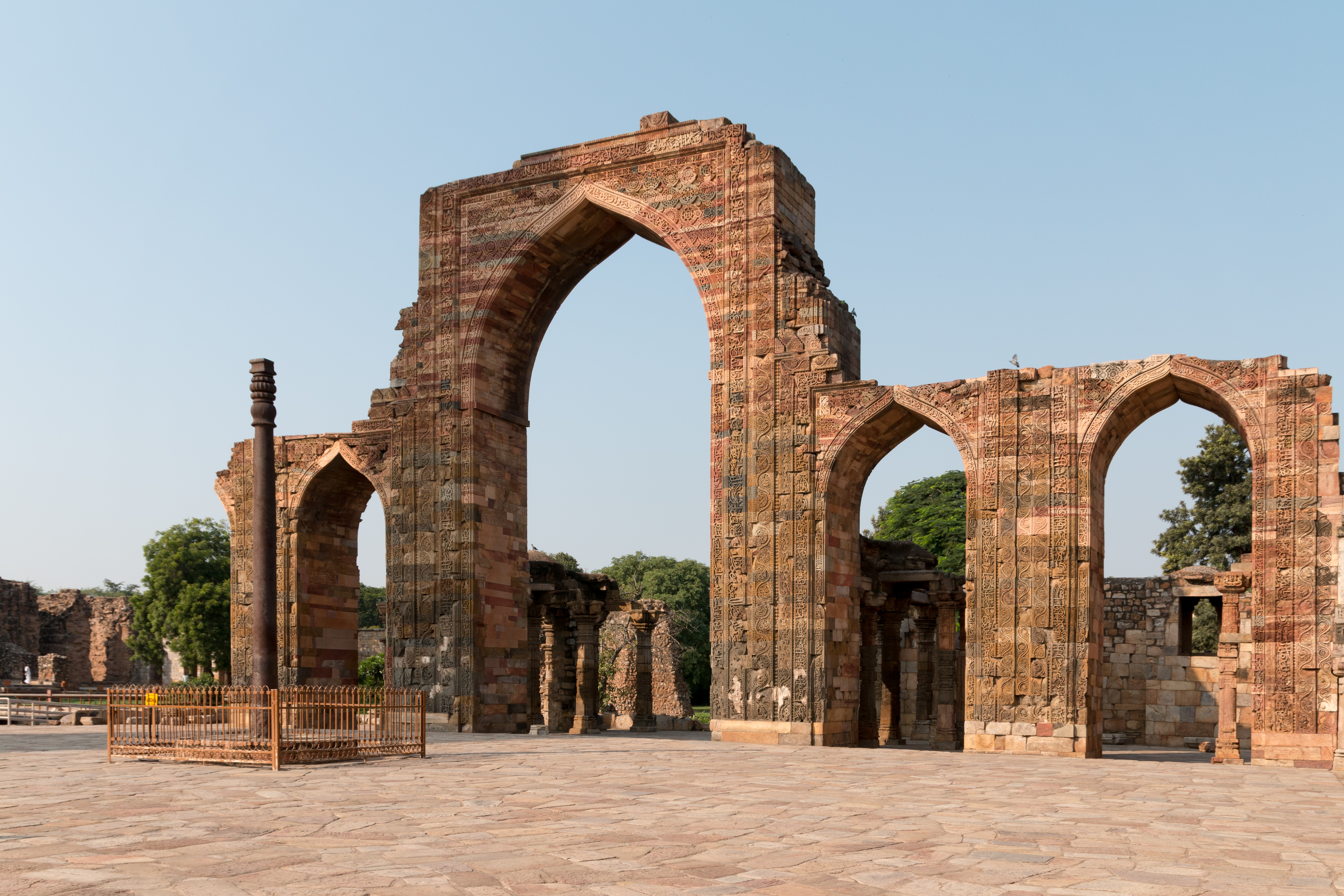
Moschea di Quwwat-ul-Islam-Moschee, Delhi, India (verso il 1225)
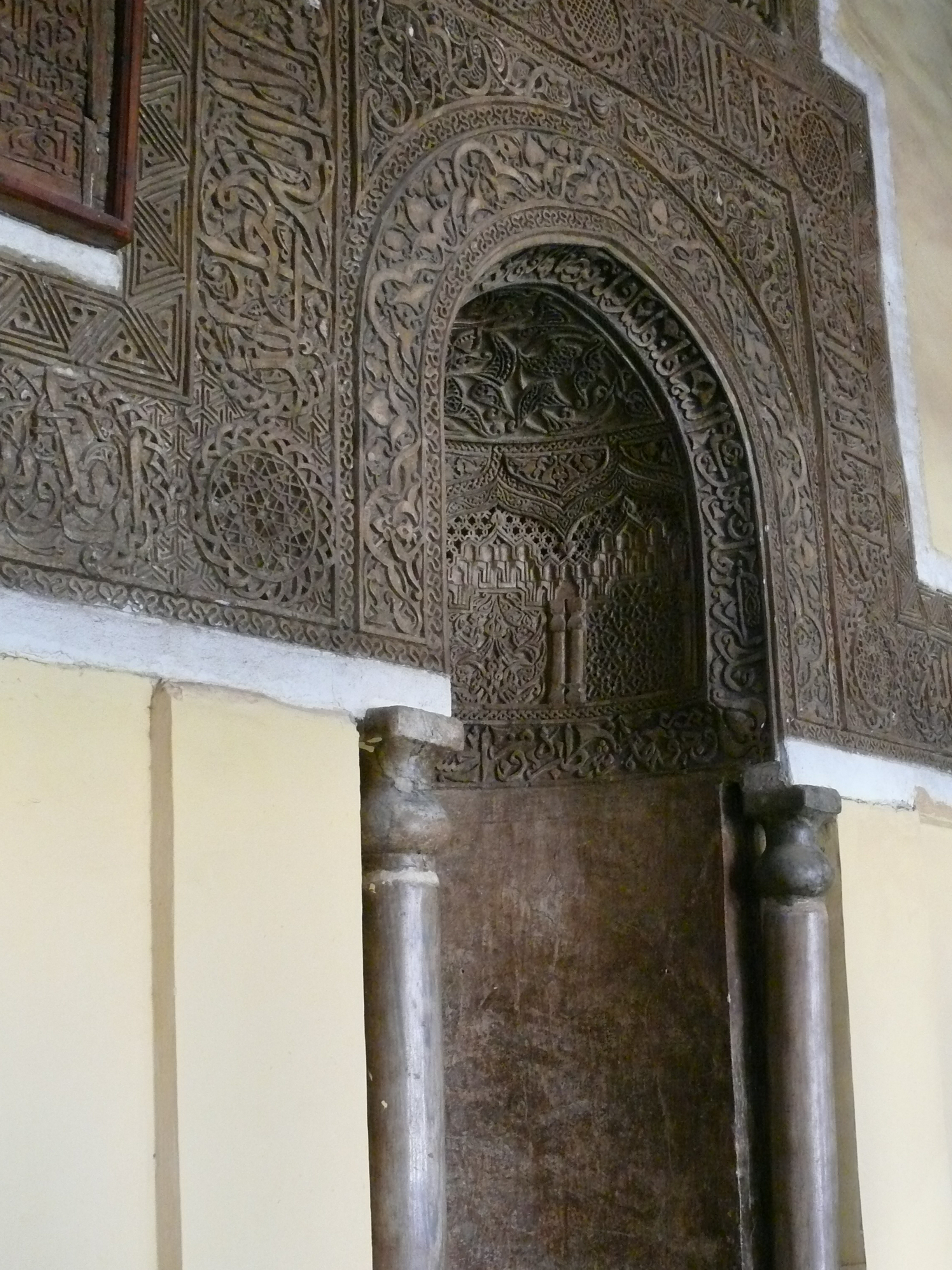
Miḥrāb della moschea di Qus, Egitto (verso il 1250)
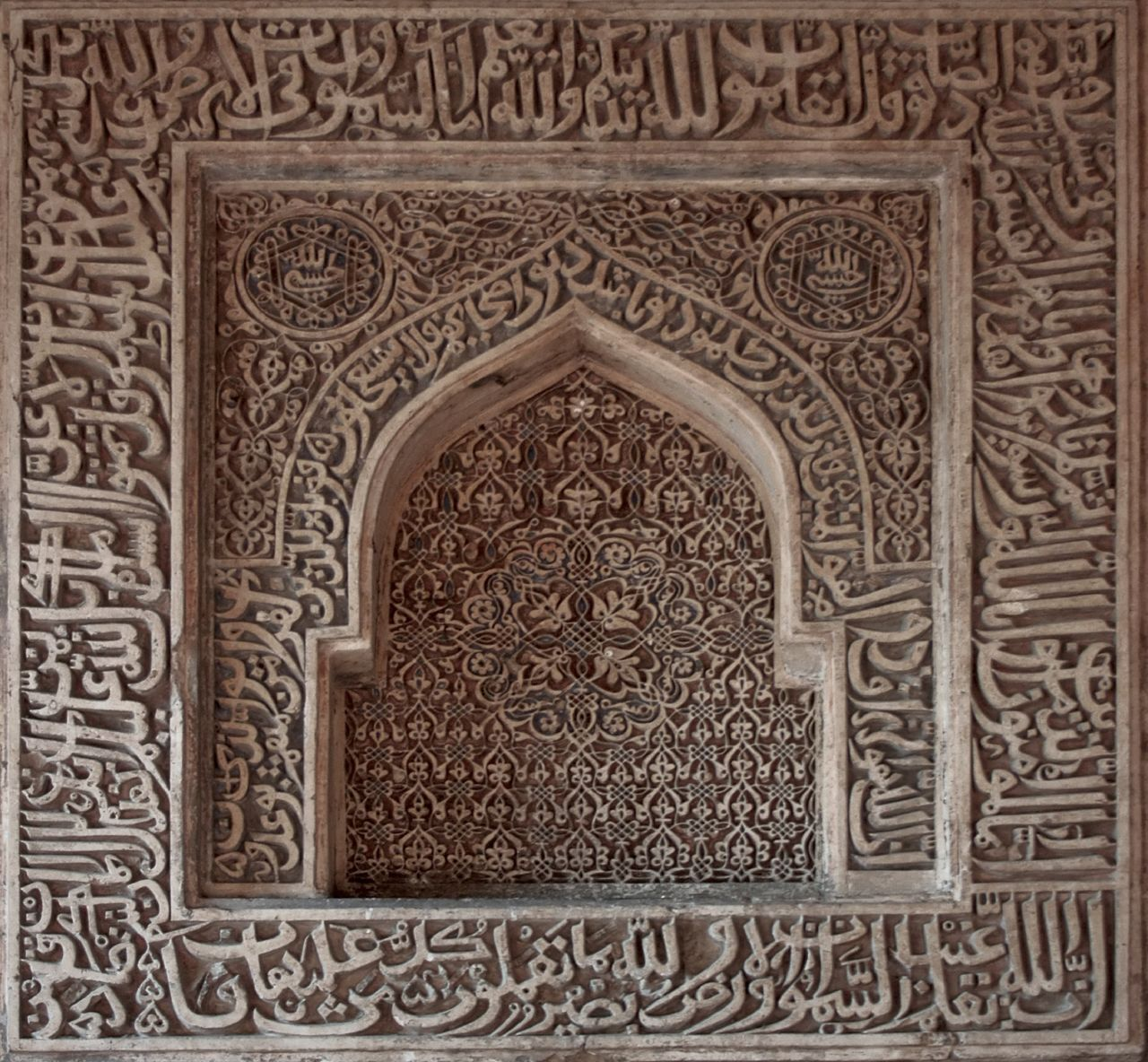
Nicchia a muro con frasi del Corano, Lodi-Gärten, Delhi, India (XV sec.)
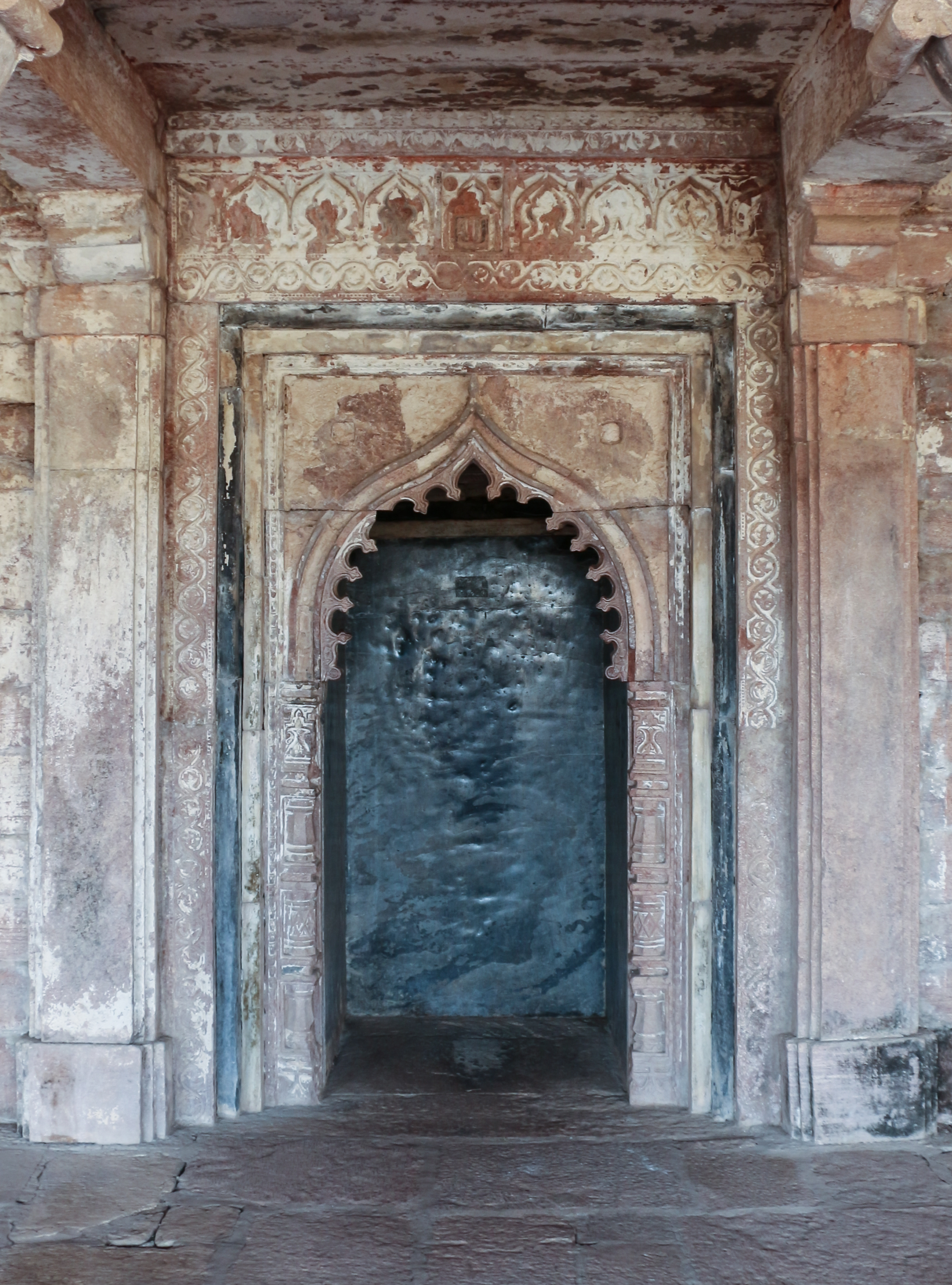
Miḥrāb della moschea di Dilawar-Khan, Mandu, India (XV sec.)
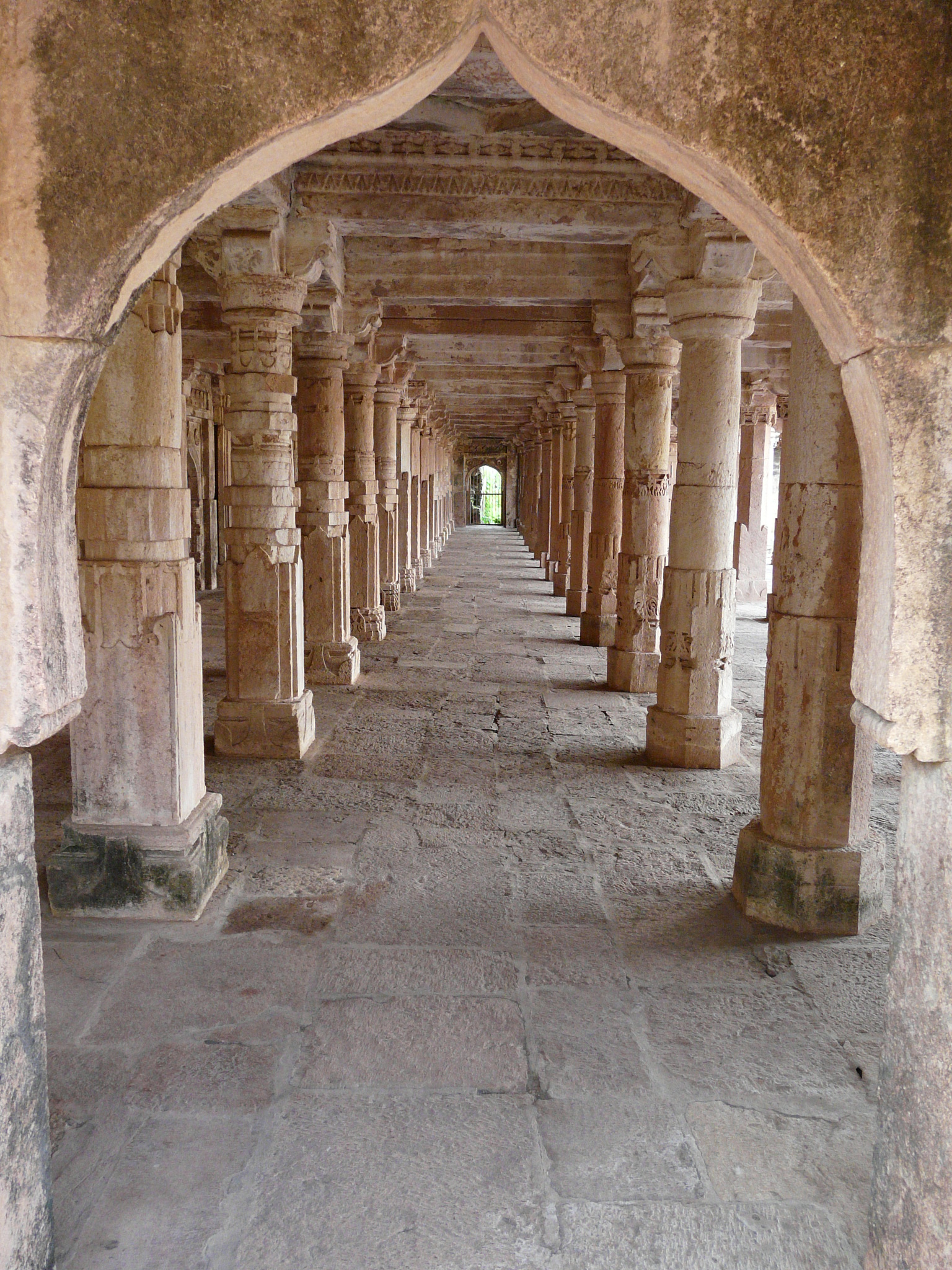
Arco nella moschea di Dilawar-Khan, Mandu, India (XV sec.)
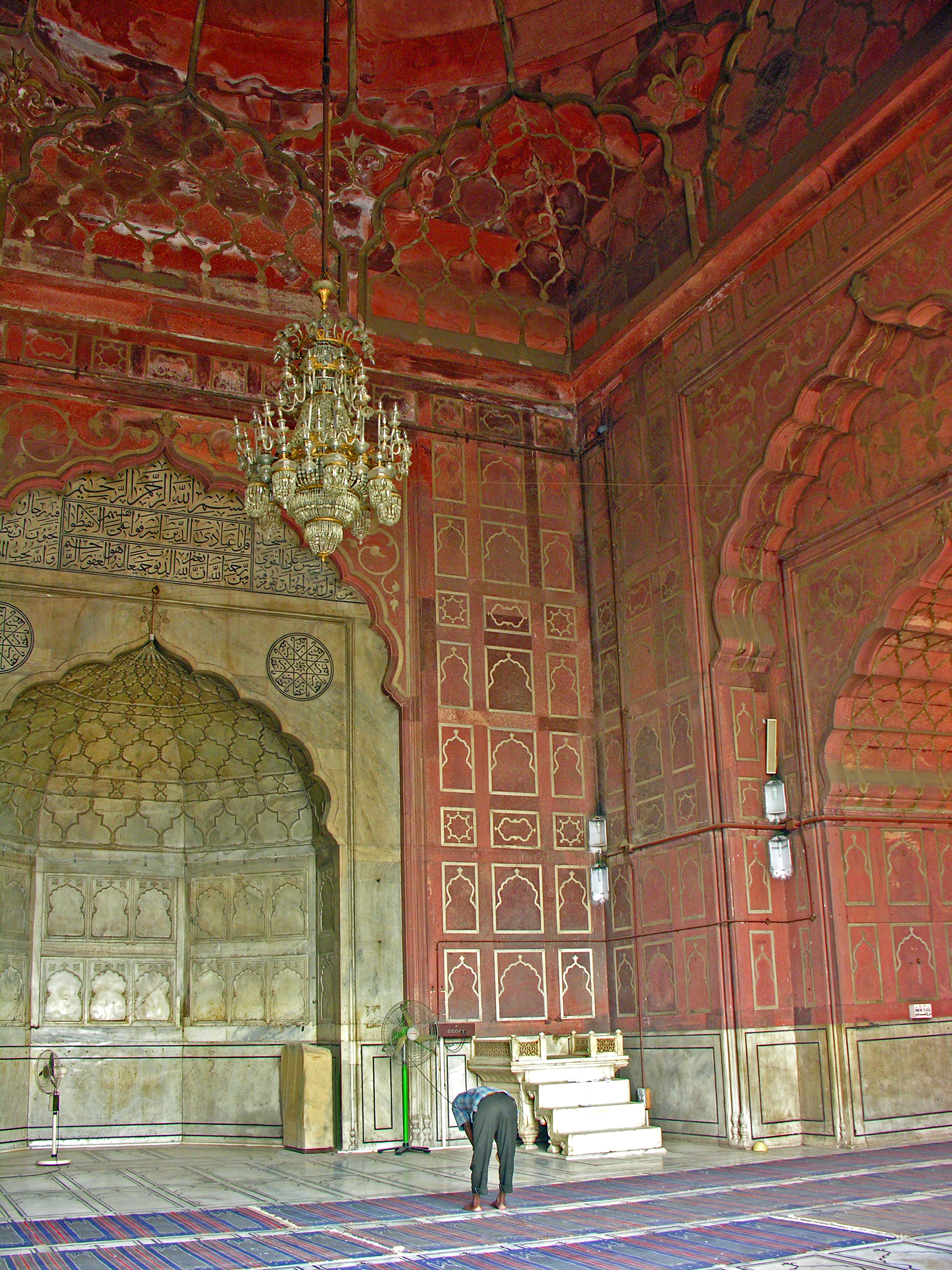
Jama Masjid, Delhi, India (verso il 1650)

### Europa ed Italia

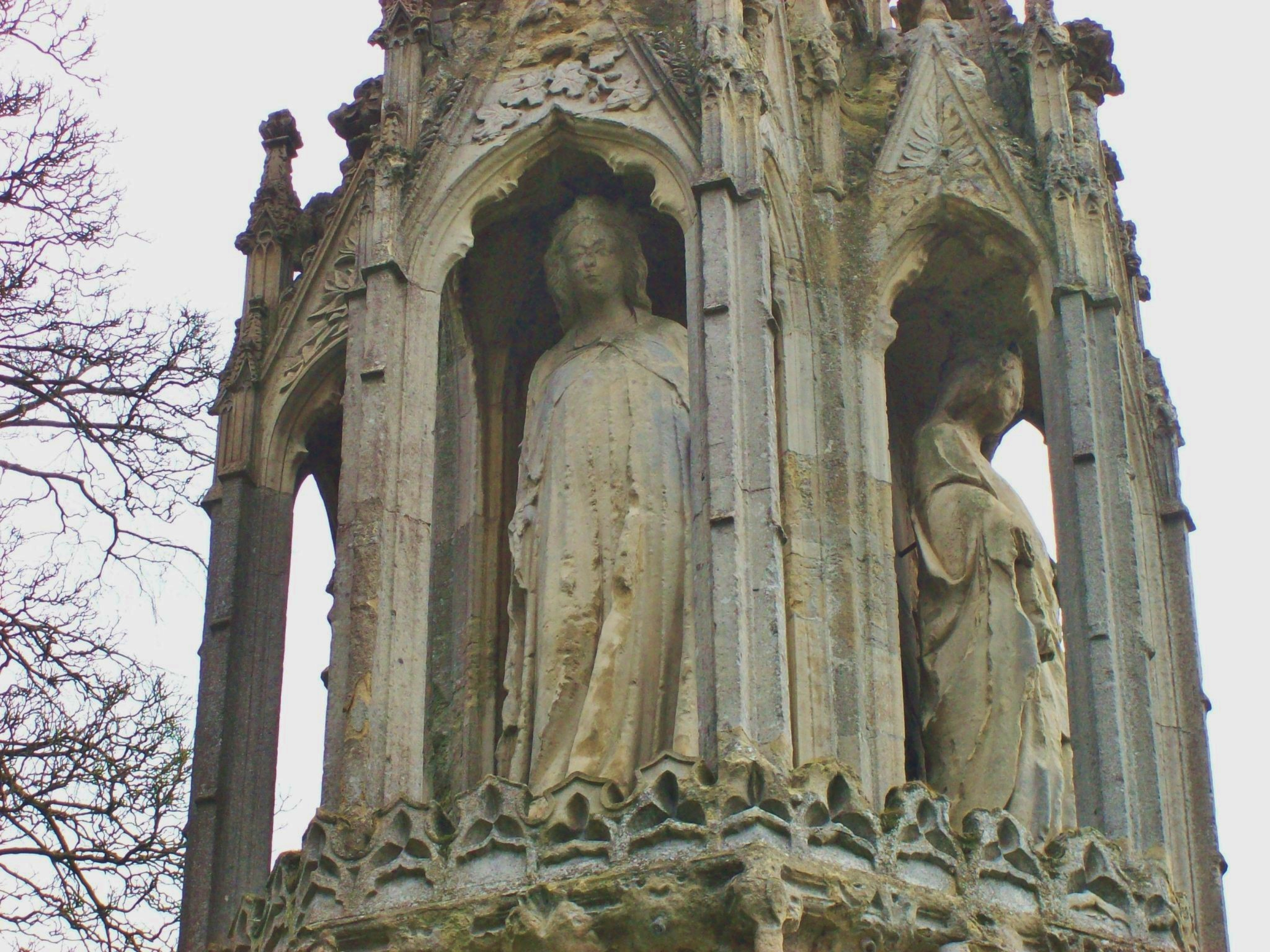
Croce di Eleonora, Hardingstone, verso il 1300
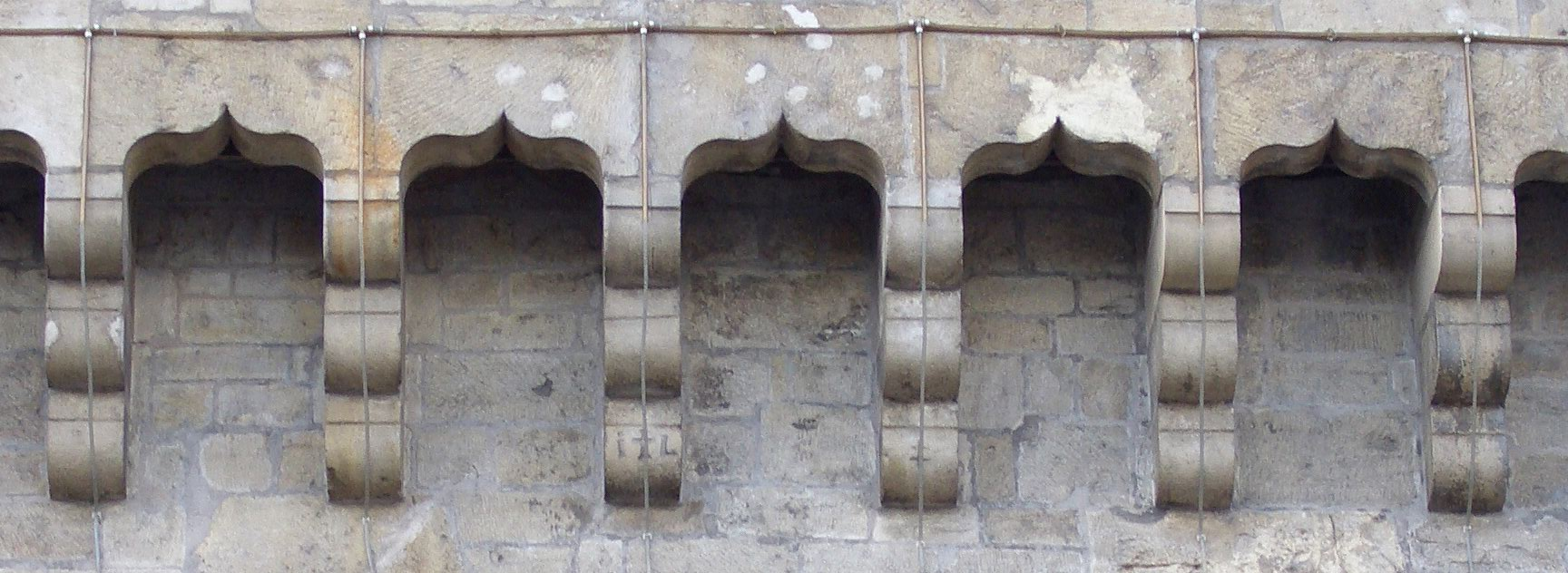
Arco inflesso sulla mensola della Porte de la Craffe a Nancy, Francia
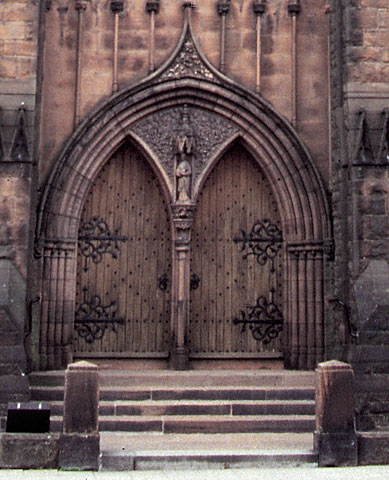
Portale con arco inflesso di una chiesa a Dumfries, Scozia
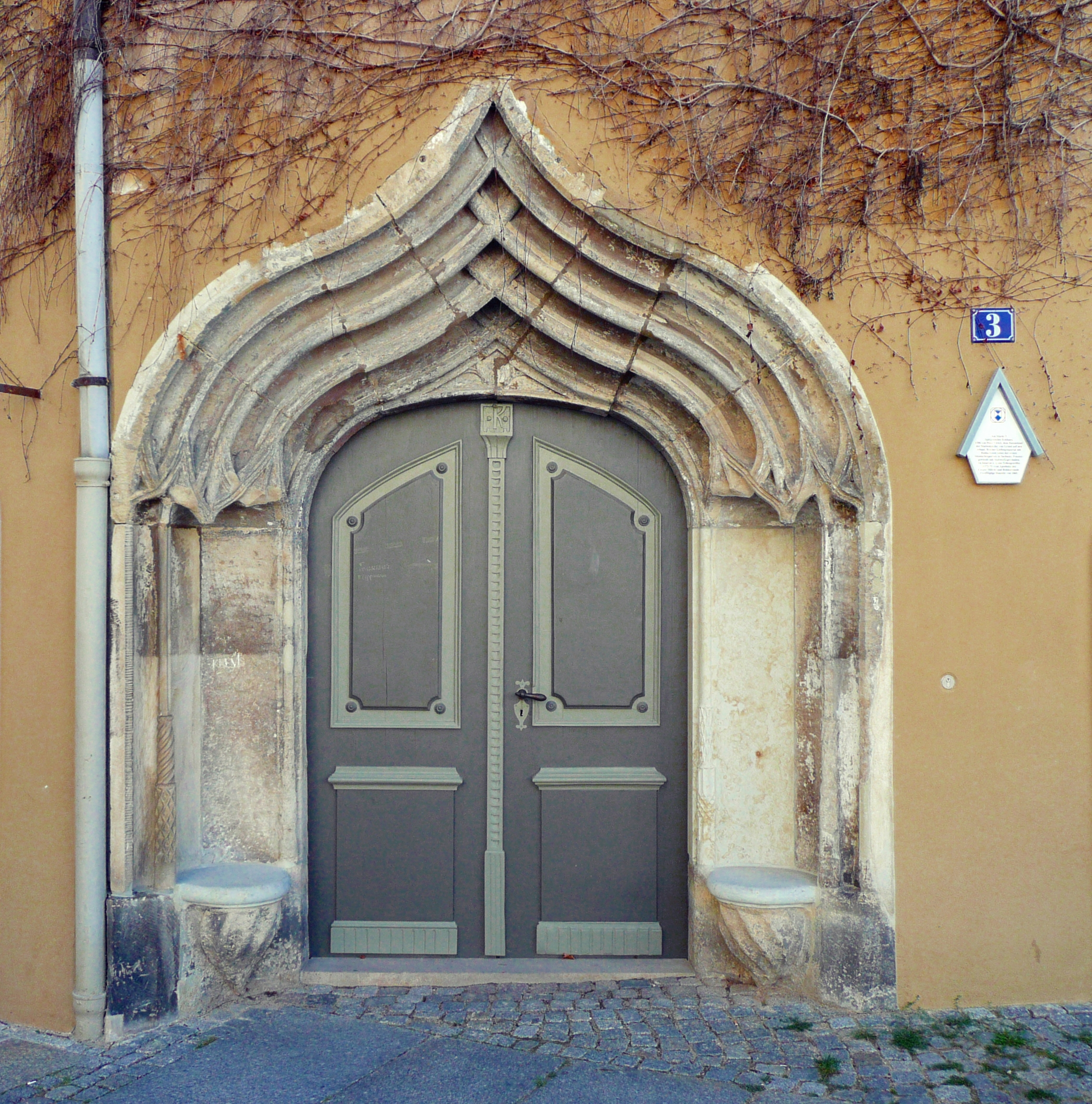
Portale a nicchia tardogotico con quintuplo arco inflesso della Peter-Ulrich-Haus a Pirna (1506)
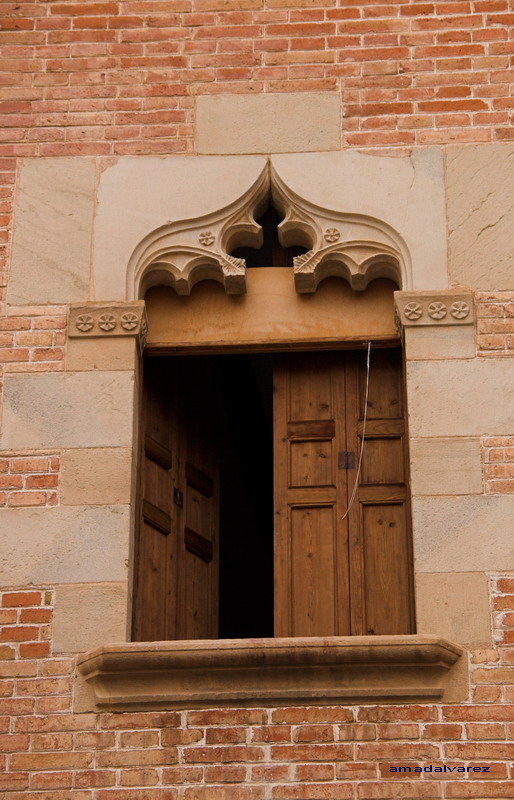
Finestra ad arco inflesso a La Garriga, Spagna
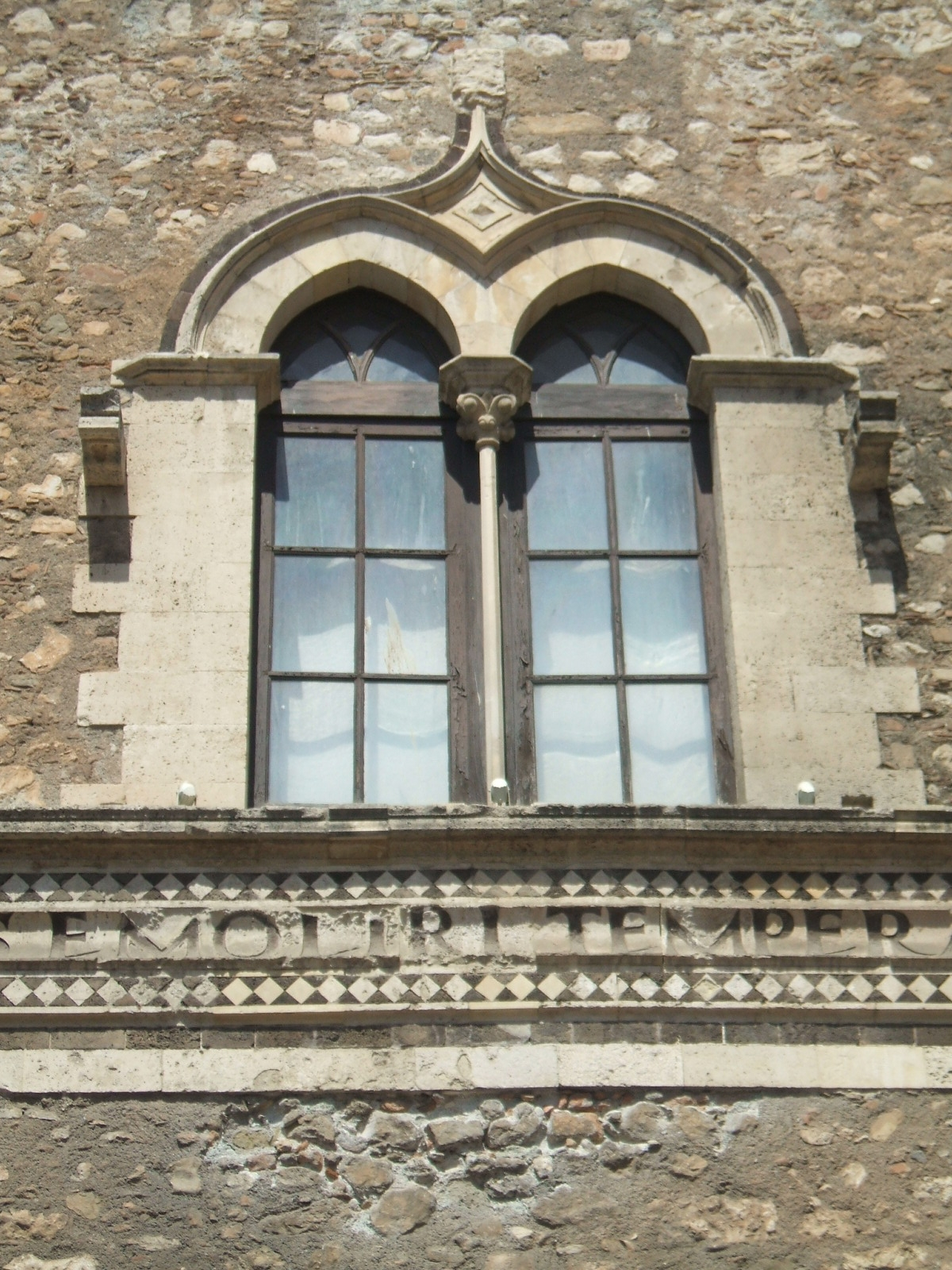
Finestra ad arco inflesso del Palazzo Corvaja a Taormina, Italia
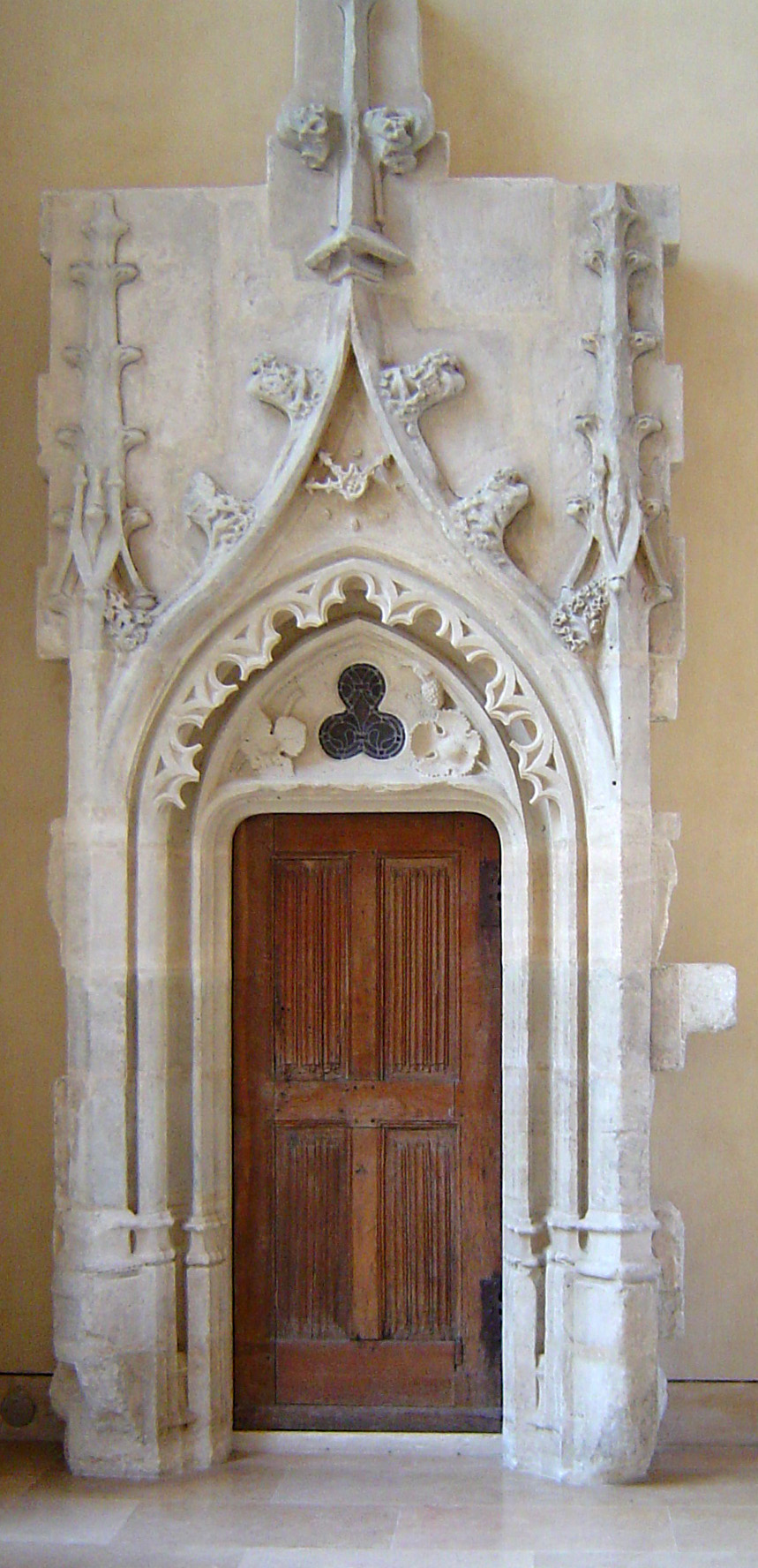
Portale tardogotico, sormontato da tre pinnacoli. Francia, XV secolo
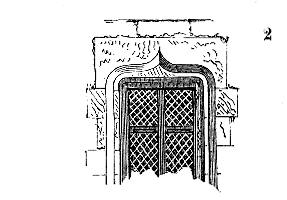
Finestra ad arco inflesso, nel XV secolo conobbe un ampia diffusione in Francia, nei territori fiamminghi, a Valencia e in Italia Meridionale (Regno di Napoli)
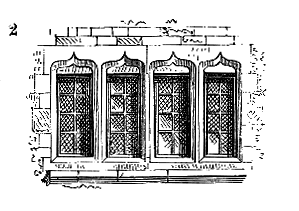
Filare di finestre ad arco inflesso

### Venezia

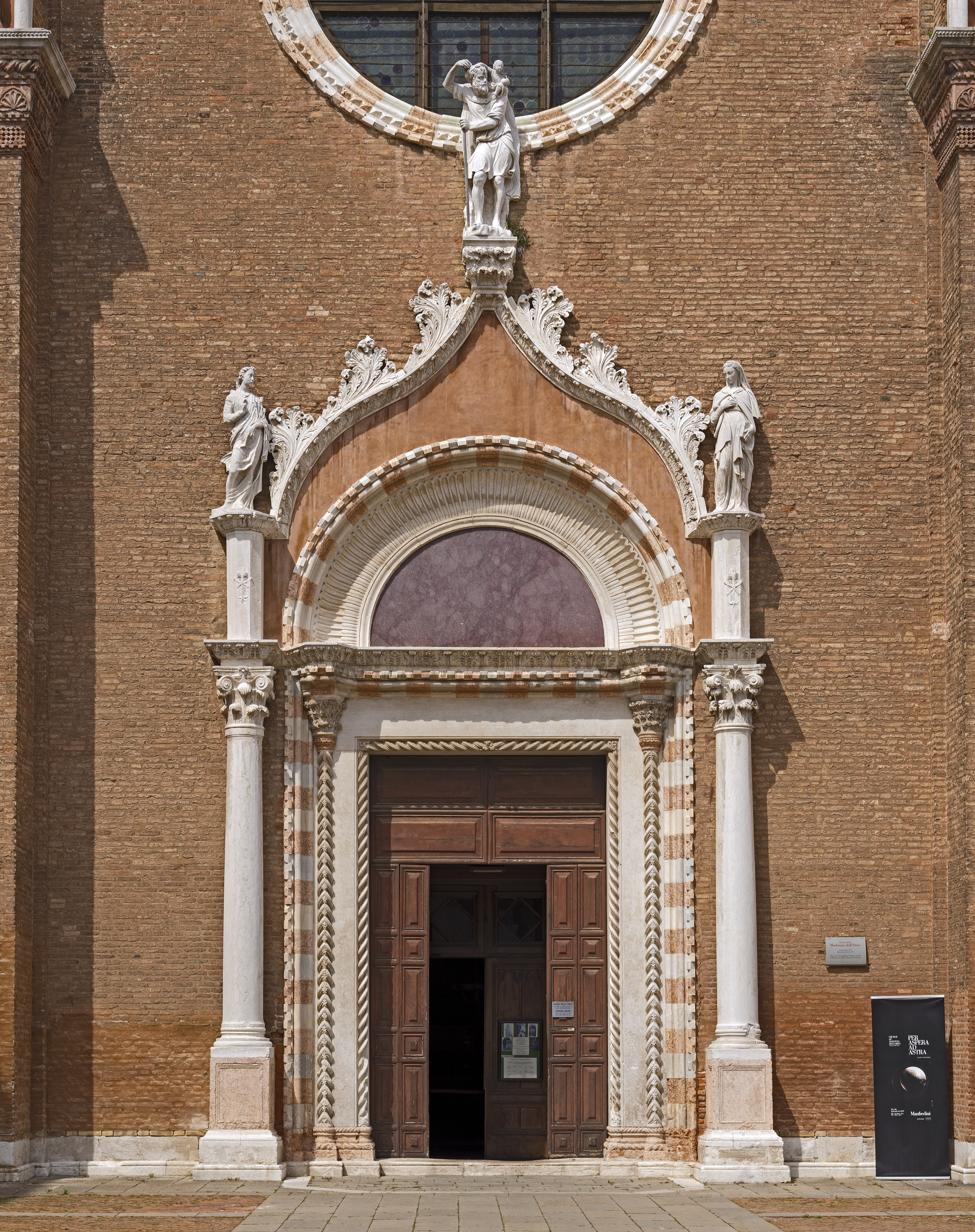
Portale della chiesa della Madonna dell'Orto
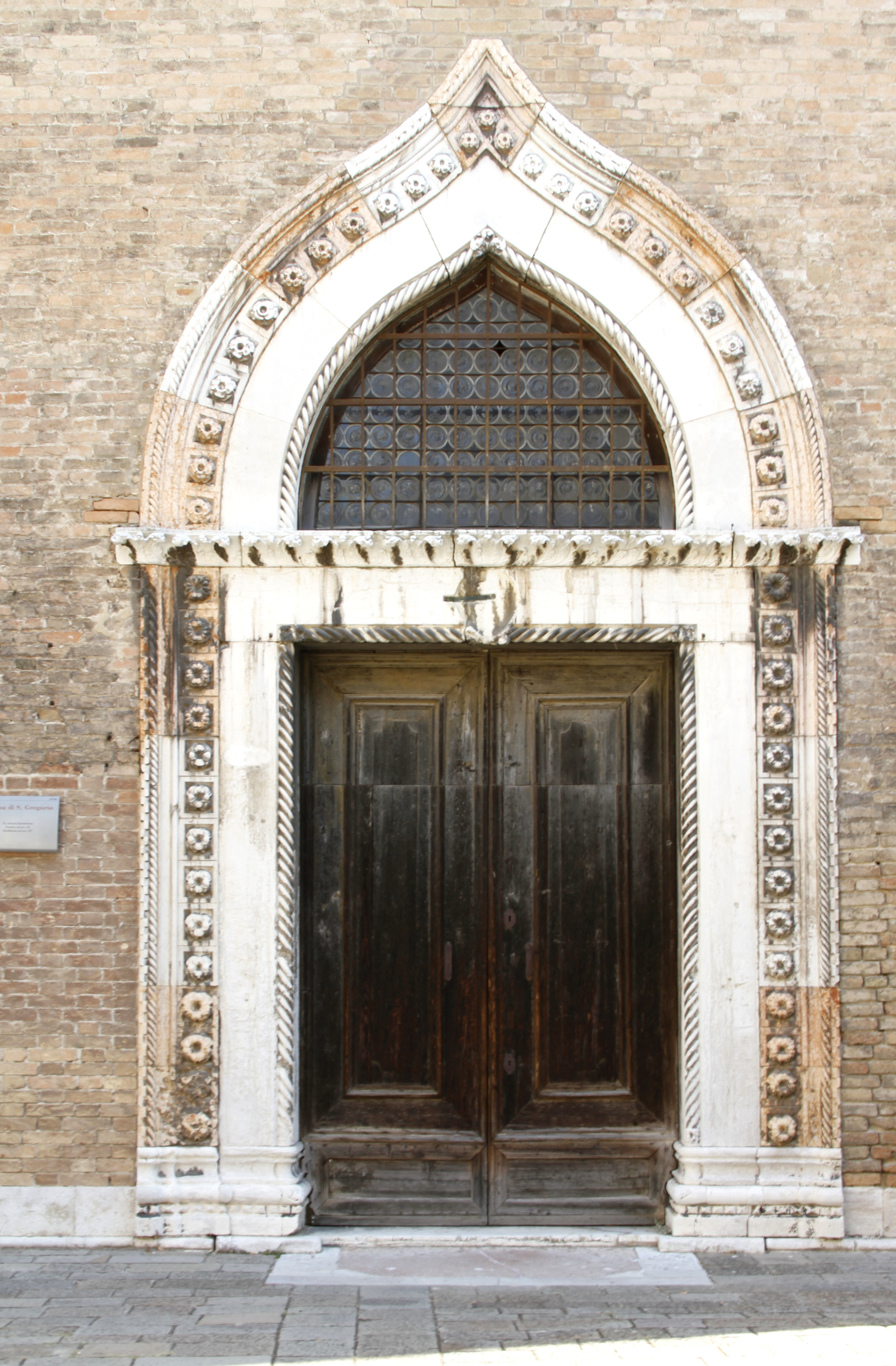
Portale della chiesa di San Gregorio
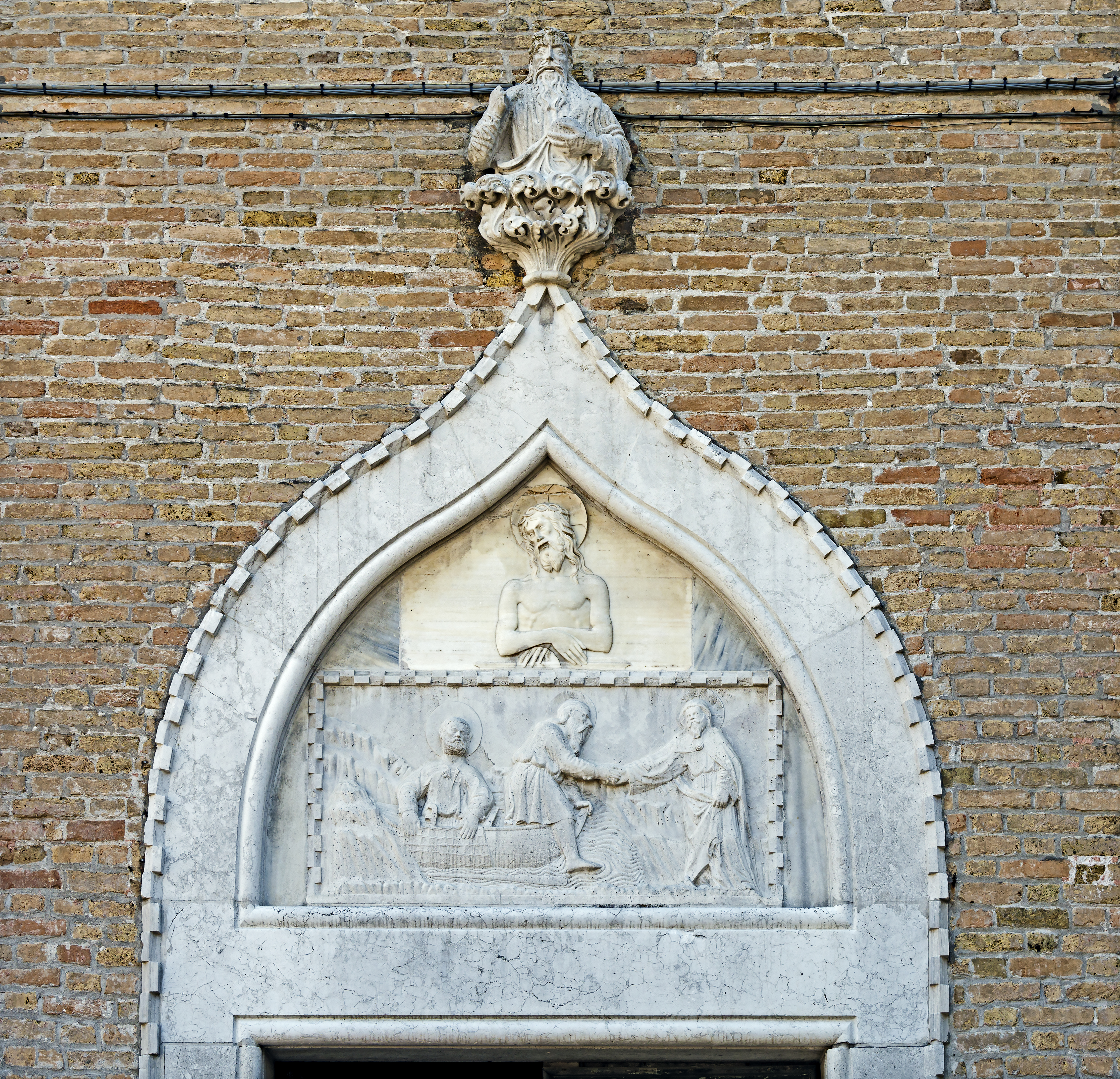
Portale delle chiesa di Sant'Andrea de la Zirada
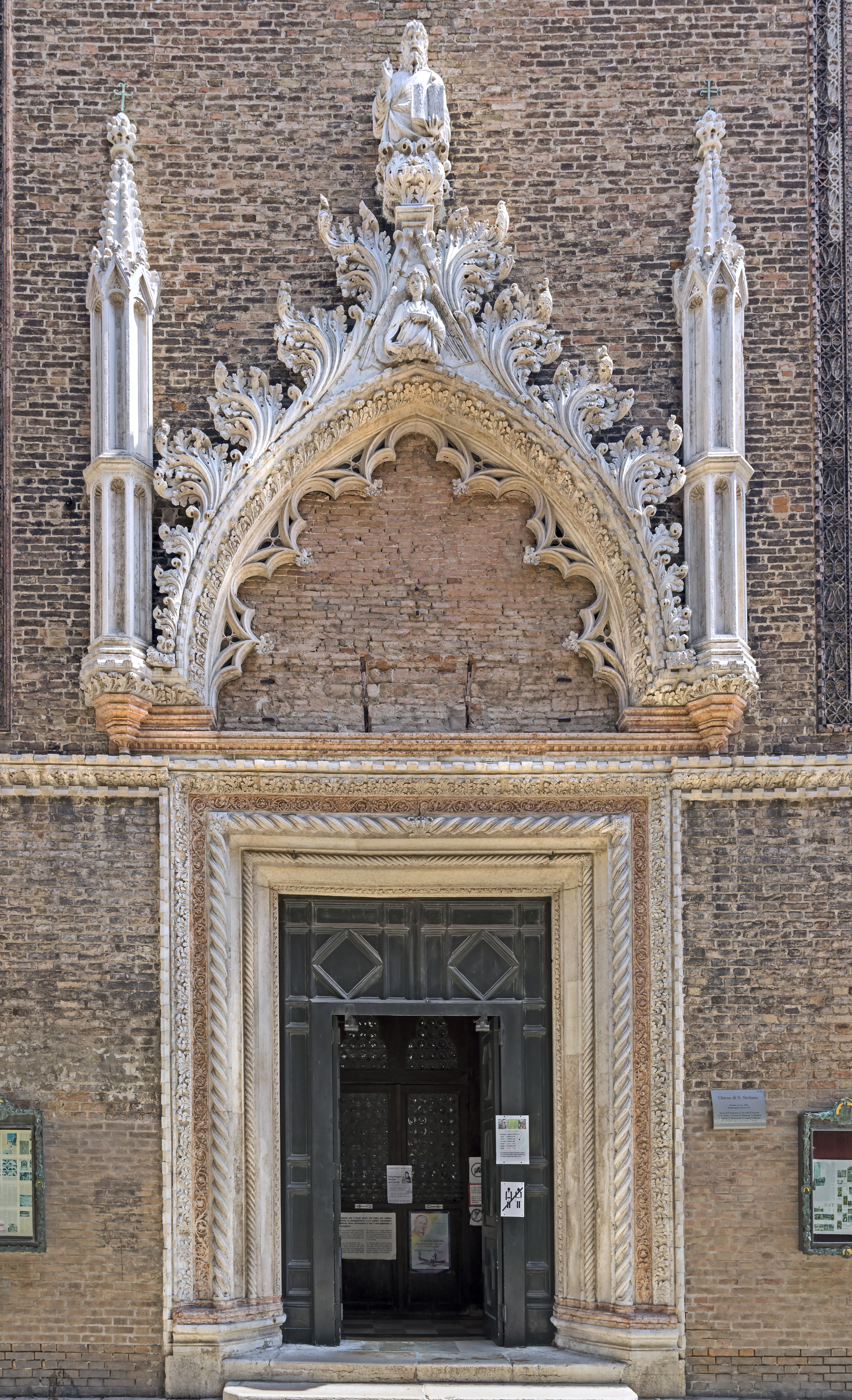
Portale della chiesa di Santo Stefano
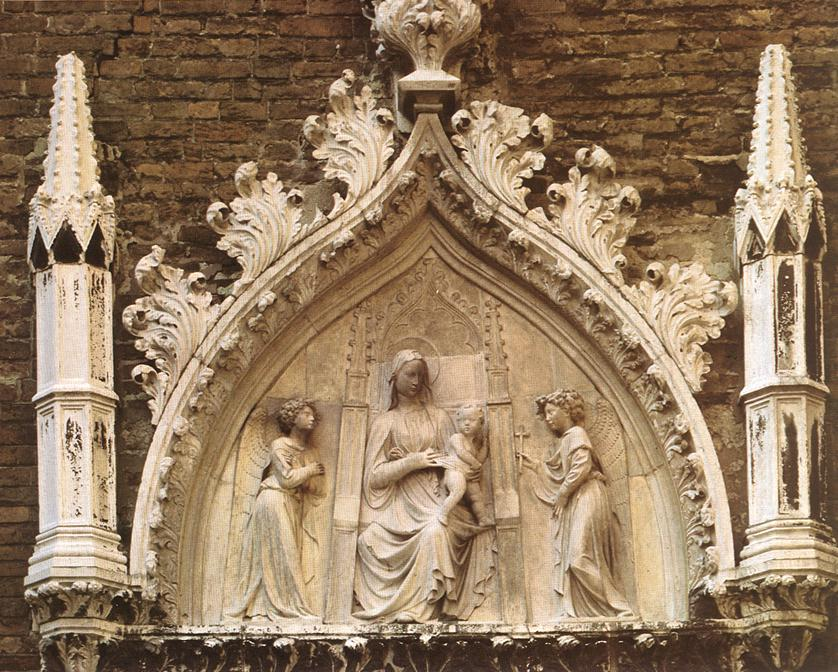
Portale della cappella Corner ai Frari
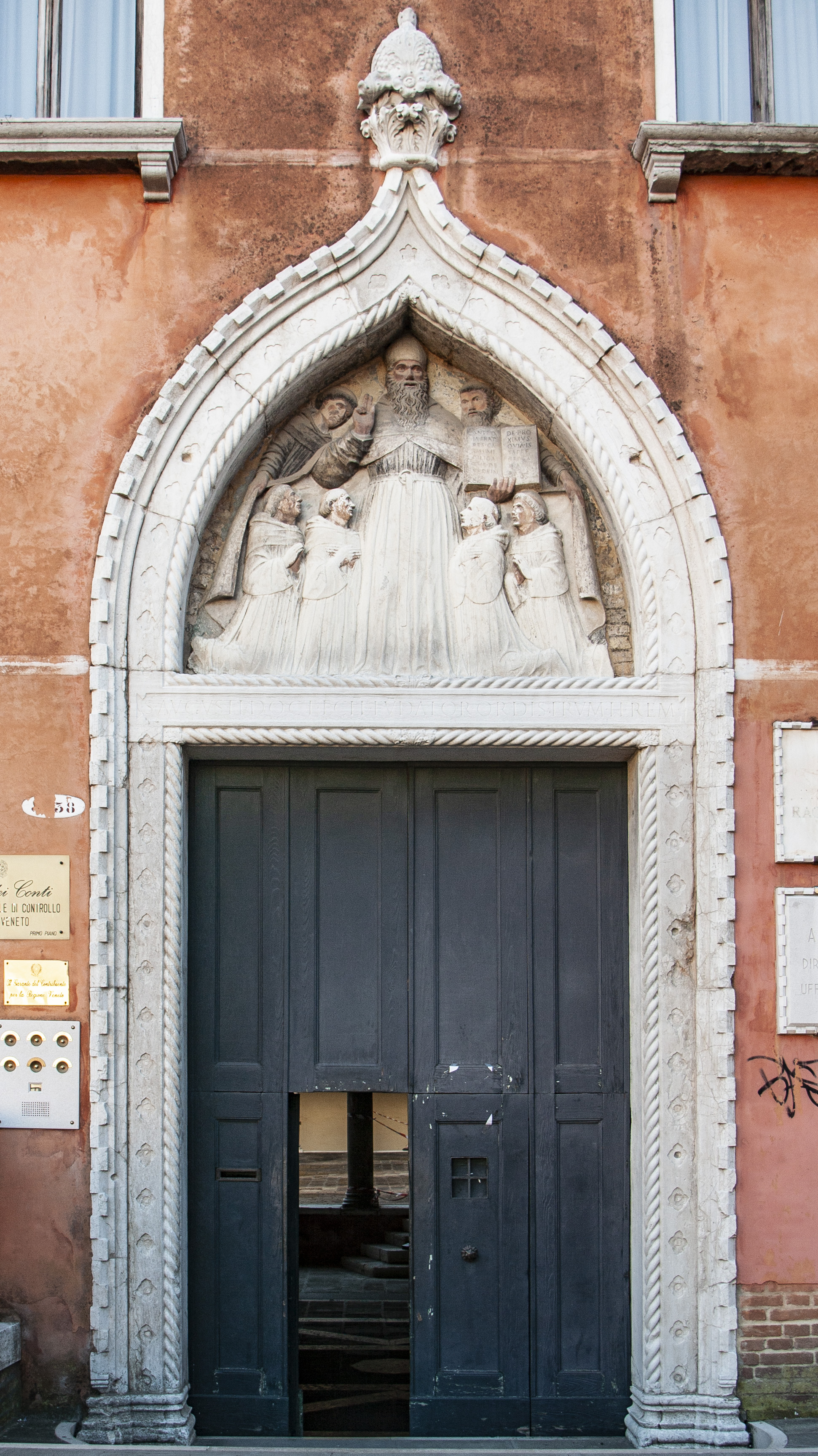
Portale del convento agostiniano di Santo Stefano
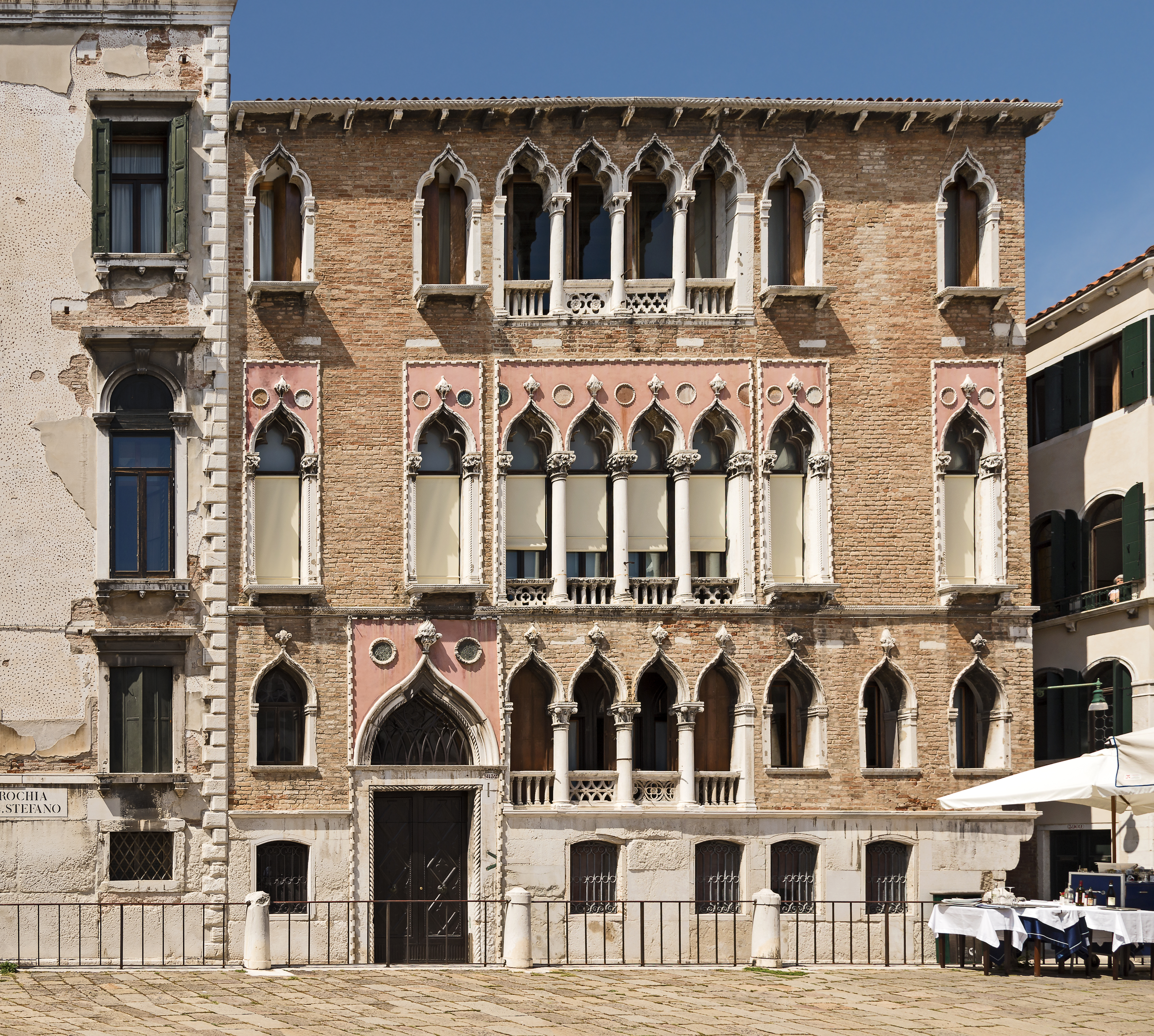
Facciata di Palazzo Morosini a Sant'Angelo, si notino le varianti di arco inflesso "puro" al primo piano e nel portale, arco inflesso nell'estradosso e trilobato nell'intradosso al secondo piano, completamente trilobato all'ultimo piano
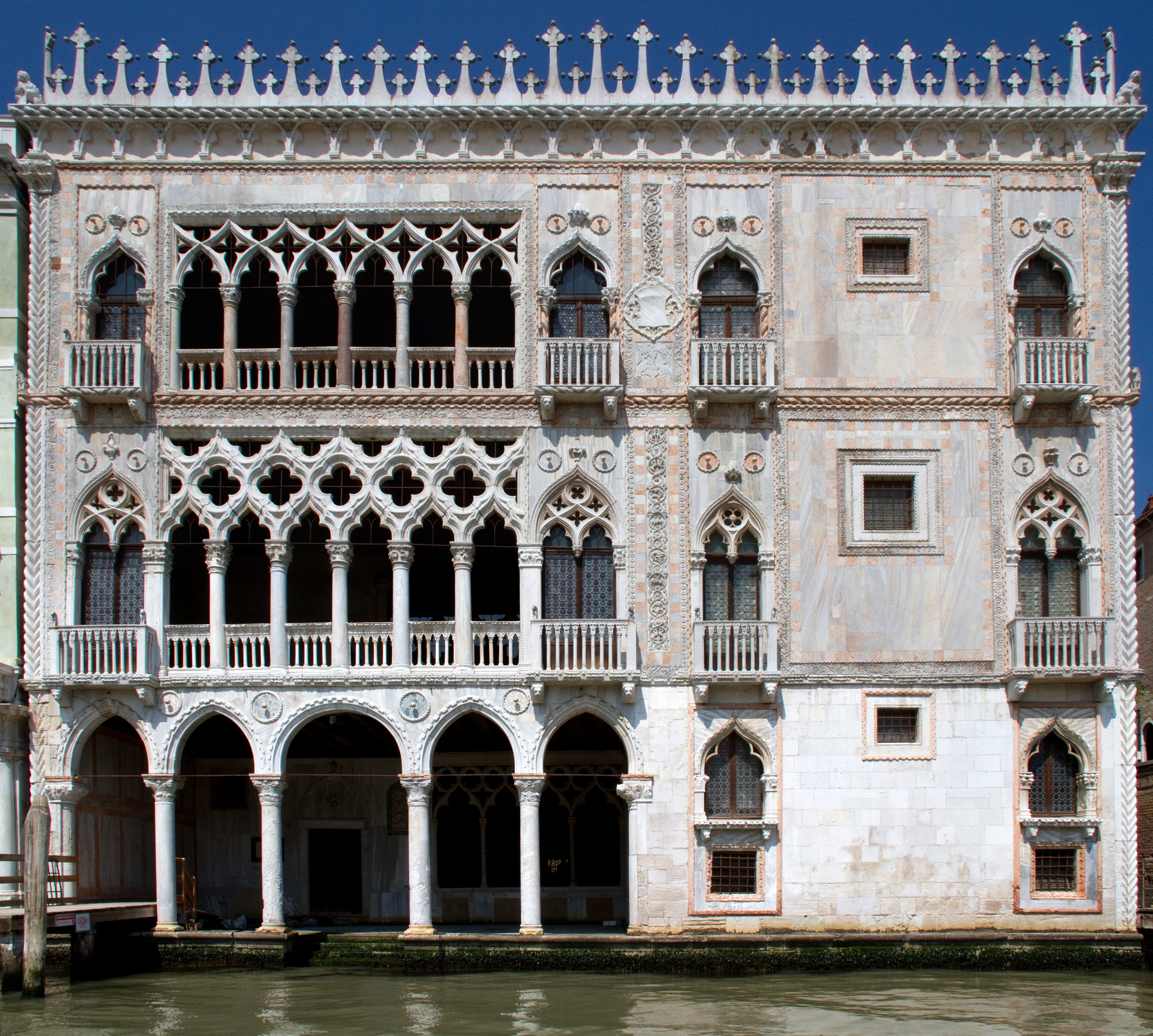
Facciata della Ca' d'Oro, in una miscela di archi a tutto sesto, archi acuti e inflessi, oltre alla connessione con oculi quadrilobati nelle esafore, sono presenti alcuni trafori pensili sulle finestre del primo piano
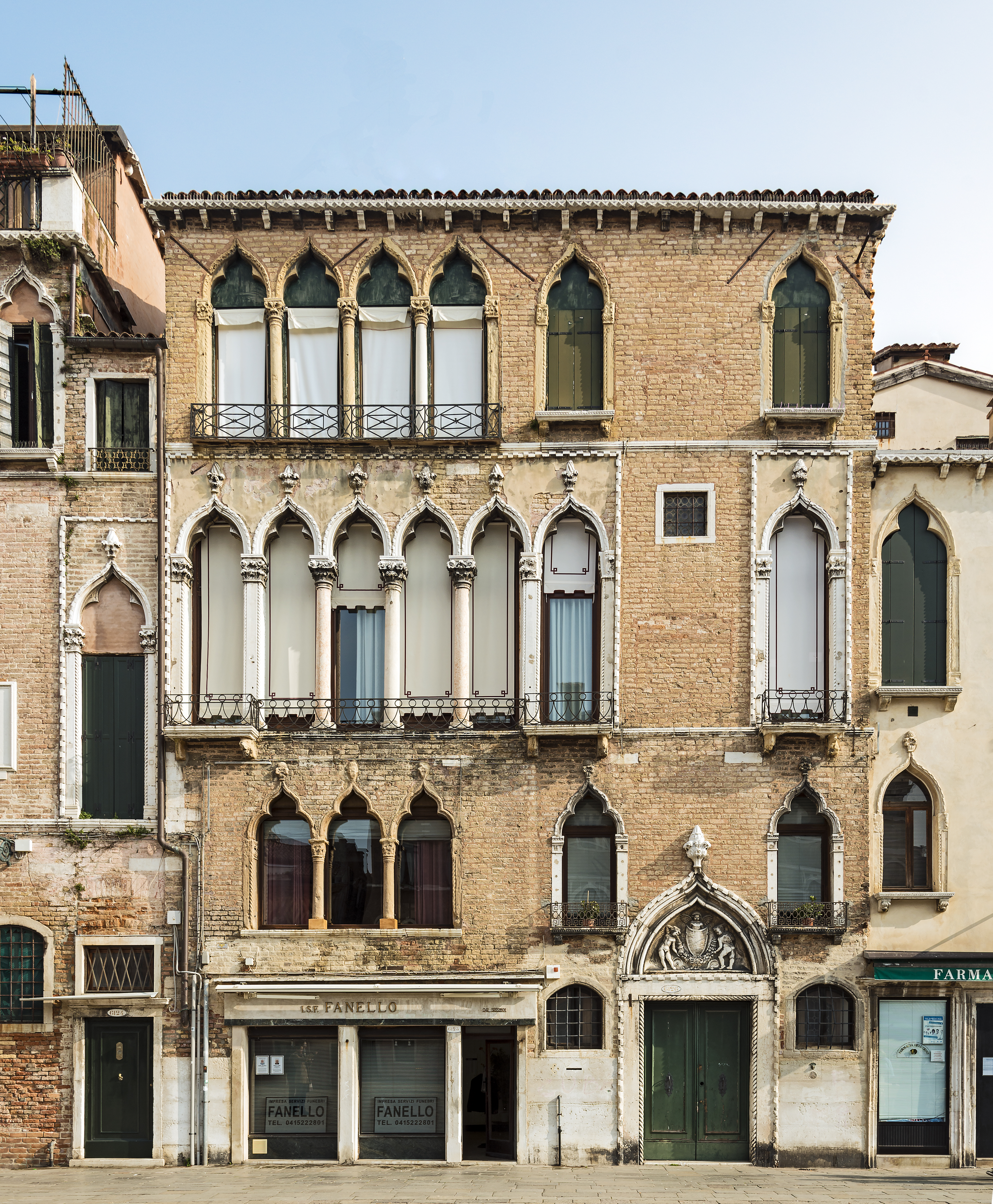
Facciata di uno dei palazzi Donà a Santa Maria formosa, con diverse varianti dell'arco inflesso
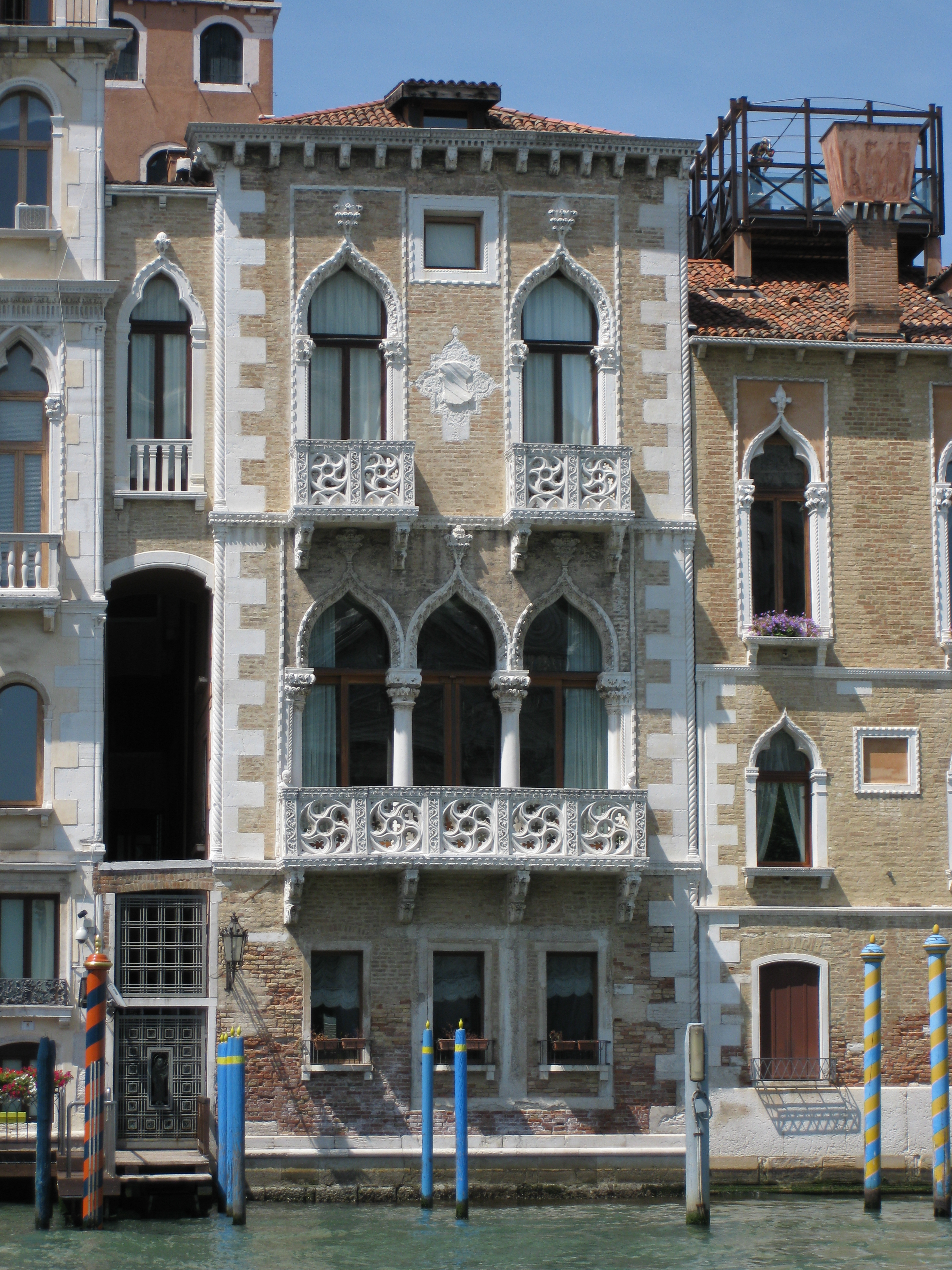
Finestre e trifora ad arco inflesso di palazzo Contarini Fasan
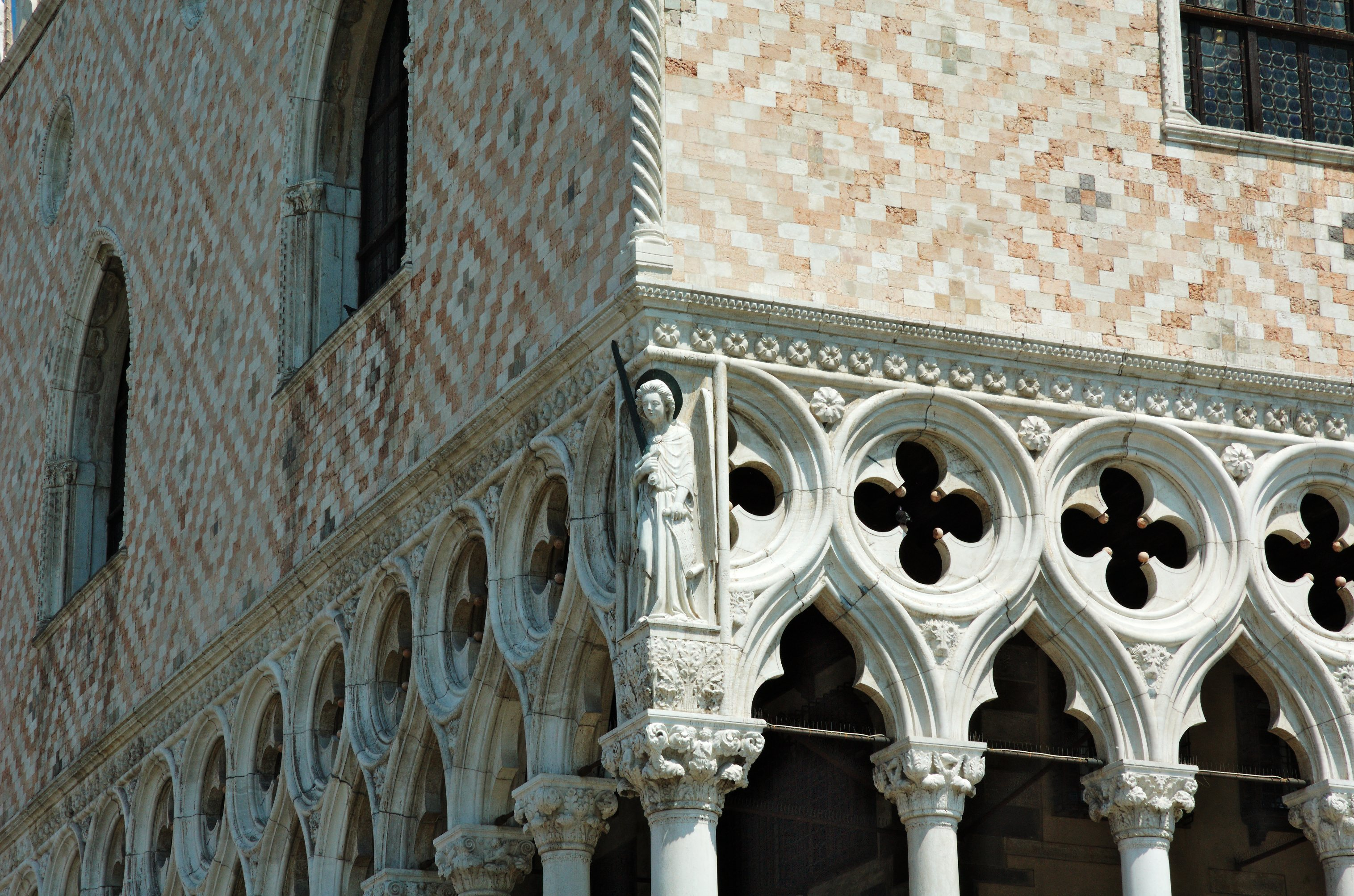
particolare del loggiato del Palazzo Ducale
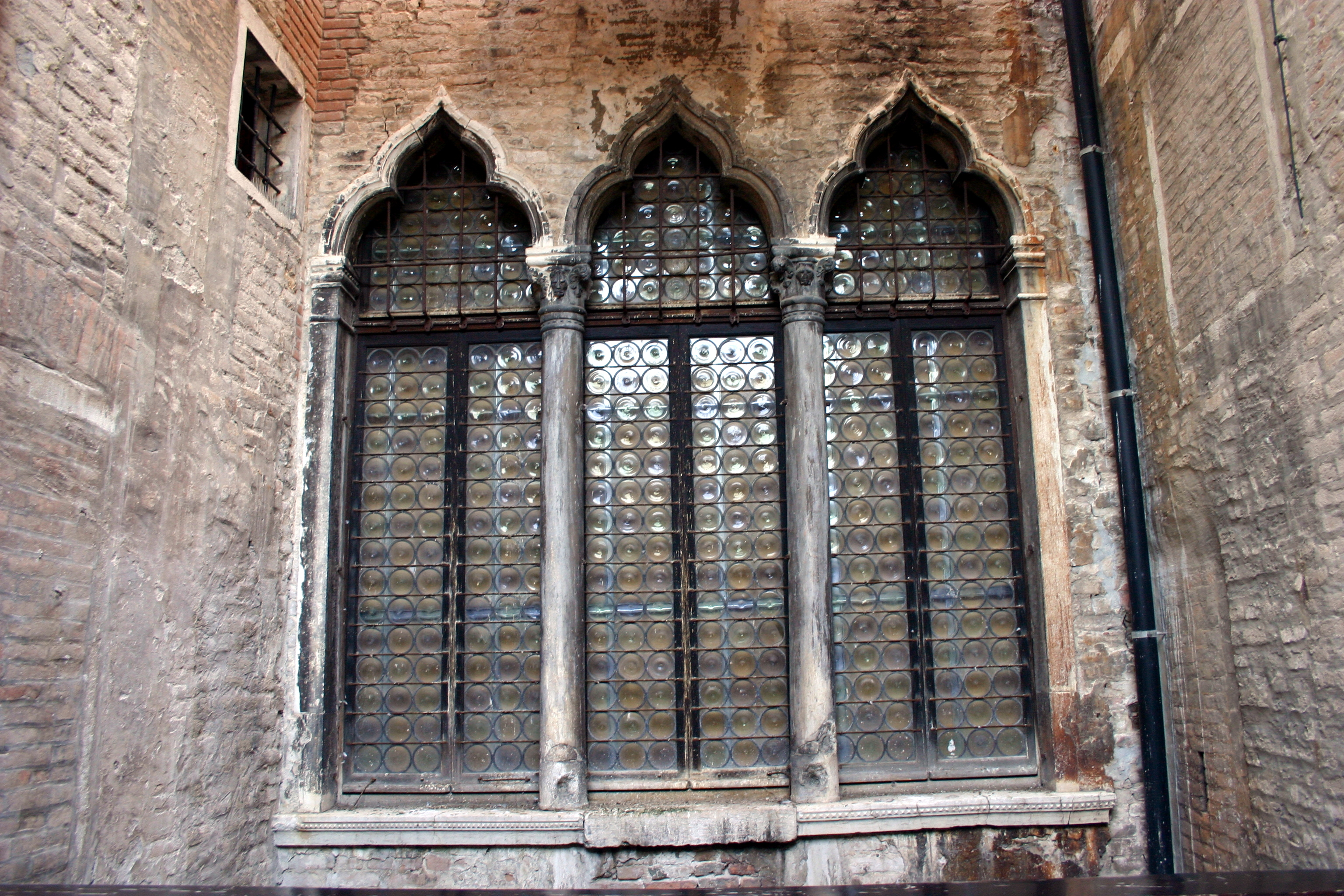
Trifora con archi inflessi trilobati a Palazzo Fortuny